# ナンダーMAX
ナンダーMAX（ナンダーマックス）は、『天才てれびくんMAX』の2007年度および2008年度に登場する架空の秘密基地。 
『天才てれびくんMAX』2007年度および2008年度の番組詳細についても本項で解説する。

## 概要
大海原に浮かぶ神秘の秘密基地で、数え切れないほどの部屋があると言われている。2008年度のドラマ「日付変更船プッカリーノ」よりお台場に所在することが明らかになった。部屋の向こう側には居住区や運動・勉強を行う場所だけでなく、不思議な世界が数多く待ち受けている。てれび戦士は各自の日常生活の合間にしばしばナンダーMAXを訪れ、命脈の部屋を開けるためのカードキー探しに励む。

## 登場人物

### くろひろ団
- 安田大サーカス - くろひろ団
  - 安田団長 - ダンチョ団長
  - クロちゃん - クロ教官
  - HIRO - ヒロ委員長

### CGキャラクター
- もんじ（声：久嶋志帆）
- いりか（声：成田紗矢香）

### ウキウキパーク
- ハリセンボン - 「ウキウキ木曜!」司会
  - 近藤春菜 - こんどん
  - 箕輪はるか - みのぽー

### てれび戦士 2007年度
※振仮名順でチーム名記載。

#### Uto
自然をイメージしたチーム。
| てれび戦士               | 学年    |
| ------------------------ | ------- |
| 日向滉一（リーダー）     | 中学1年 |
| 一木有海                 | 中学1年 |
| 細川藍                   | 中学1年 |
| 笠原拓巳                 | 小学6年 |
| 小関裕太                 | 小学6年 |
| 千葉一磨                 | 小学6年 |
| 藤井千帆                 | 小学6年 |
| 細田羅夢                 | 小学6年 |
| メロディー・チューバック | 小学5年 |
| 鍋本帆乃香               | 小学5年 |
| 丸山瀬南                 | 小学5年 |
| ミッチェル・ベンジャミン | 小学4年 |

#### Lets
人工的な物をイメージしたチーム。
| てれび戦士           | 学年    |
| -------------------- | ------- |
| 木村遼希（リーダー） | 中学1年 |
| 木内梨生奈           | 中学1年 |
| 千秋レイシー         | 中学1年 |
| 渡邊エリー           | 中学1年 |
| 川﨑樹音             | 小学6年 |
| 長谷川あかり         | 小学6年 |
| 藤田ライアン         | 小学6年 |
| 渡邉聖斗             | 小学6年 |
| 荒木次元             | 小学5年 |
| 加藤ジーナ           | 小学5年 |
| 吉野翔太             | 小学5年 |
| 松尾瑠璃             | 小学4年 |

### てれび戦士 2008年度
※基本3チームは振仮名順でチーム名記載。

#### ドリック（DoRick）
キャッチコピーは「大地の守り人」。リーダーはヒロ委員長と笠原拓巳。チーム名の由来は「土陸」とハリー・ポッターシリーズのゴドリック・グリフィンドールの「ドリック」。2004年度のレインボー・ガーディアンズと同じく守護者のチームであり、衣装もレインボー・ガーディアンズに類似。また最年長男子の名前も「タクミ」（ドリック）と「タクヤ」（レインボー・ガーディアンズ）で類似している。
| てれび戦士                    | 学年    |
| ----------------------------- | ------- |
| 笠原拓巳（リーダー）          | 中学1年 |
| 藤井千帆                      | 中学1年 |
| 重本ことり                    | 小学6年 |
| 鍋本帆乃香                    | 小学6年 |
| メロディー・チューバック      | 小学6年 |
| 吉野翔太                      | 小学6年 |
| 伊藤元太                      | 小学5年 |
| 田中理来（2008年6月25日加入） | 小学5年 |

#### フージャ（HooJya）
キャッチコピーは「風の剣士」。リーダーはダンチョ団長と小関裕太。チーム名の由来は「風者」。2005・2006年度のスチームナイツと同じく剣士のチームであり、衣装はUtoに類似。
| てれび戦士                  | 学年    |
| --------------------------- | ------- |
| 小関裕太（リーダー）        | 中学1年 |
| 川﨑樹音                    | 中学1年 |
| 長谷川あかり                | 中学1年 |
| 加藤ジーナ                  | 小学6年 |
| 島田翼（2008年6月25日加入） | 小学6年 |
| 丸山瀬南                    | 小学6年 |
| 山田樹里亜                  | 小学6年 |
| 木村遼                      | 小学4年 |

#### ミナリカ（MinaLica）
キャッチコピーは「炎の魔術師」。リーダーはクロ教官と細田羅夢。名称は「カミナリ」のアナグラム。2005・2006年度のジョーキマホーンズと同じく魔法使いのチームであり、衣装はLetsに類似。
| てれび戦士                    | 学年    |
| ----------------------------- | ------- |
| 細田羅夢（リーダー）          | 中学1年 |
| 武田聖夜（2008年6月25日加入） | 中学1年 |
| 千葉一磨                      | 中学1年 |
| 渡邉聖斗                      | 中学1年 |
| 荒木次元                      | 小学6年 |
| 中村あやの                    | 小学5年 |
| 水本凜                        | 小学5年 |
| ミッチェル・ベンジャミン      | 小学5年 |

#### m-ist（ミスト）
| てれび戦士           | 学年    |
| -------------------- | ------- |
| 武田聖夜（リーダー） | 中学1年 |
| 島田翼               | 小学6年 |
| 田中理来             | 小学5年 |

## 部屋の一覧
司令室
ナンダーMAXの中心的な広場。
もんじの部屋
屋上の広場に建っているパーゴラ。
ユートアジト
ユートのメンバーが拠点とする自然豊かな部屋。
レッツアジト
レッツのメンバーが拠点とする人工的な部屋。
フージャの部屋
ミナリカの部屋
ドリックの部屋
食堂
食べ放題かつメニューが充実した食堂。調理場も設備されている。
海底運動場
2007年度ゲームコーナーの舞台。
ウキウキパーク
屋上にある遊園地。生放送が行われている。案内人はハリセンボン。
いい!TV
明日のヒット番組を目指して面白い企画を考えている放送局。
V7スタジオ
木内梨生奈の番組「参上!スクープガール」を収録しているスタジオ。
V28スタジオ
千秋レイシーの番組「ダンゼン!過去」を収録しているスタジオ。
リカの部屋
藤井千帆、笠エル（演：笠原拓巳）、ウマ次（演：荒木次元）が理科の実験を行う部屋。
リンリンスケッチ探偵社
水本凜がスケッチをし、容疑者を特定する探偵社。
セレ部
女子てれび戦士が恋愛話をする庭園。
雑学王たっくん
雑学王（演：笠原拓巳）が豆知識を披露する屋敷。
セナコロシアム
キングセナ（演：丸山瀬南）がてれび戦士を相手にゲームを行う海上競技場。
大喜利写真館
千葉一磨が視聴者から送られた写真にツッコミを入れている館。
特設リング
クロ教官（演：クロちゃん）の指導の下、笑い力を手に入れるための修行の場。
なかよし秘密結社
伝書鳩から届けられた依頼を解決する会社。
天てれゼミナール
頭をほぐすための塾。教員はあべこうじ。
天才ファクトリー
てれび戦士のギャグやコントを製造している工場で、工場長が面白いと思えば出荷となり、そうでなければ返品となる（てれび戦士がネタを忘れて返品になったケースもある）。工場長はヒロ委員長（演：HIRO）。
未来レスキュー隊本部
未来の子ども達が安心して暮せるように、てれび戦士が会議をする場。隊長はあべこうじ。
ガチぶり廊下
壁に飾られた女性の絵（演：安田団長）が通行人に話しかけてくる廊下。
×の部屋
マルバツクイズを行う際に使用される。
○の部屋
マルバツクイズを行う際に使用される。
なぞなぞの神殿
山頂にそびえ立つ神殿。謎解きに失敗すると全身を灰にされる。
ピーチの間
鬼ヶ島に繋がっている部屋。
赤ずきんの部屋
霧に蔽われた森林がある部屋。
ネバーランドの部屋
時間が止まっている部屋。
イリカの部屋
イリカが拾い集めたカードキーが幾つもの台の上に飾られている。
アフロック王国
部屋の向こう側に何代も続く王国が築き上げられている。
竜宮城
海中に建てられた城。
5つ目の部屋
竜宮城の扉の5つ隣にある畳部屋。謎の生物が住んでいる。
大雪の部屋
吹雪が舞う流氷の部屋。
タイトロープの部屋
細長い岩山と岩山をロープで渡る部屋。
孤独の部屋
薄暗い和式建築。
ゴロゴロ階段
下り坂になっている廊下。
力だめしの部屋
針葉樹林が並ぶ細道に祠がある部屋。
断崖絶壁の部屋
見晴らしの良い山頂に繋がる部屋。休憩所らしき小屋がある。
命脈の部屋
日付変更船プッカリーノ
ナンダーMAXの最上部にあるタイムマシーン。
地下神殿

## 大迷宮冒険記
2007年度の年間設定「ナンダーMAX」を舞台にしたドラマ。月曜日に放送。1話4回完結、8話32回（同日2回放送を含む）。

### あらすじ
ある日24人のてれび戦士の元に眼鏡が届けられる。同封されていた説明書の指示通りに眼鏡をかけてテレビを覗くと、中へ吸い込まれてしまった。やがて辿り着いたのは、大海原に浮かぶ島。それは全てが神秘のベールに包まれた秘密基地・ナンダーMAXであった。
そこには数え切れないほど沢山の部屋が存在しており、その中のどれか一つにはどんな願い事でも叶えるパワーが溢れた「命脈の部屋」があるという。部屋の場所を突き止めるには、ナンダーMAXのどこかに隠されたカードキーが必要不可欠であり、てれび戦士に眼鏡を送りつけた怪しげな三人組・くろひろ団（ダンチョ団長・クロ教官・ヒロ委員長）とその上司・もんじは、てれび戦士にカードキーを探し出すよう命じる。
カードキーを見つけた者には願い事を叶える権利を与えてくれるとのこと。てれび戦士はユートとレッツの2チームに分かれ、様々な部屋を冒険することになった。

### 放送日程
| 話 | サブタイトル                 | サブタイトル | 初回放送       | 総集編          | 総集編          |
| -- | ---------------------------- | ------------ | -------------- | --------------- | --------------- |
| 1  | なぞなぞ神殿の巻             | 1            | 2007年04月02日 | 2007年 04月30日 | 2007年 08月29日 |
| 1  | なぞなぞ神殿の巻             | 2            | 2007年04月09日 | 2007年 04月30日 | 2007年 08月29日 |
| 1  | なぞなぞ神殿の巻             | 3            | 2007年04月16日 | 2007年 04月30日 | 2007年 08月29日 |
| 1  | なぞなぞ神殿の巻             | 4            | 2007年04月23日 | 2007年 04月30日 | 2007年 08月29日 |
| 2  | ピーチの間は桃色の恋?の巻    | 1            | 2007年05月07日 | 2007年 06月04日 |                 |
| 2  | ピーチの間は桃色の恋?の巻    | 2            | 2007年05月14日 | 2007年 06月04日 |                 |
| 2  | ピーチの間は桃色の恋?の巻    | 3            | 2007年05月21日 | 2007年 06月05日 |                 |
| 2  | ピーチの間は桃色の恋?の巻    | 4            | 2007年05月28日 | 2007年 06月05日 |                 |
| 3  | 赤ずきんの森の巻             | 1            | 2007年06月11日 | 2007年 07月09日 | 2007年 08月30日 |
| 3  | 赤ずきんの森の巻             | 2            | 2007年06月18日 | 2007年 07月09日 | 2007年 08月30日 |
| 3  | 赤ずきんの森の巻             | 3            | 2007年06月25日 | 2007年 07月10日 | 2007年 08月30日 |
| 3  | 赤ずきんの森の巻             | 4            | 2007年07月02日 | 2007年 07月10日 | 2007年 08月30日 |
| 4  | パイレーツ オブ ネバーランド | 1            | 2007年09月10日 | 2007年 10月04日 |                 |
| 4  | パイレーツ オブ ネバーランド | 2            | 2007年09月10日 | 2007年 10月04日 |                 |
| 4  | パイレーツ オブ ネバーランド | 3            | 2007年09月17日 | 2007年 10月04日 |                 |
| 4  | パイレーツ オブ ネバーランド | 4            | 2007年09月24日 | 2007年 10月04日 |                 |
| 5  | 翔太探偵団の巻               | 1            | 2007年10月08日 | 2007年 12月10日 |                 |
| 5  | 翔太探偵団の巻               | 2            | 2007年10月15日 | 2007年 12月10日 |                 |
| 5  | 翔太探偵団の巻               | 3            | 2007年10月22日 | 2007年 12月11日 |                 |
| 5  | 翔太探偵団の巻               | 4            | 2007年11月05日 | 2007年 12月11日 |                 |
| 6  | シンデレラストーリーは突然に | 1            | 2007年11月12日 | 2007年 12月12日 |                 |
| 6  | シンデレラストーリーは突然に | 2            | 2007年11月19日 | 2007年 12月12日 |                 |
| 6  | シンデレラストーリーは突然に | 3            | 2007年11月26日 | 2007年 12月13日 |                 |
| 6  | シンデレラストーリーは突然に | 4            | 2007年12月03日 | 2007年 12月13日 |                 |
| 7  | ねがいの巻                   | 1            | 2008年01月14日 | 2008年 03月25日 |                 |
| 7  | ねがいの巻                   | 2            | 2008年01月14日 | 2008年 03月25日 |                 |
| 7  | ねがいの巻                   | 3            | 2008年01月21日 | 2008年 03月25日 |                 |
| 7  | ねがいの巻                   | 4            | 2008年01月28日 | 2008年 03月25日 |                 |
| 8  | 終わる今日 始まる未来        | 1            | 2008年02月11日 | 2008年 03月26日 |                 |
| 8  | 終わる今日 始まる未来        | 2            | 2008年02月18日 | 2008年 03月26日 |                 |
| 8  | 終わる今日 始まる未来        | 3            | 2008年02月25日 | 2008年 03月26日 |                 |
| 8  | 終わる今日 始まる未来        | 4            | 2008年02月25日 | 2008年 03月26日 |                 |

### スタッフ・キャスト

#### 第1話 なぞなぞ神殿の巻
- 脚本 - アサダアツシ
- ユート（Uto）
  - 日向滉一
  - 一木有海
  - 細川藍
  - 笠原拓巳
  - 小関裕太
  - 千葉一磨
  - 藤井千帆
  - 細田羅夢
  - 丸山瀬南
  - メロディー・チューバック
  - 鍋本帆乃香
  - ミッチェル・ベンジャミン
- レッツ（Lets）
  - 木村遼希
  - 千秋レイシー
  - 木内梨生奈
  - 渡邊エリー
  - 藤田ライアン
  - 渡邉聖斗
  - 川﨑樹音
  - 長谷川あかり
  - 荒木次元
  - 吉野翔太
  - 加藤ジーナ
  - 松尾瑠璃
- その他
  - もんじ（声：久嶋志帆）
  - ダンチョ団長（演：安田団長）
  - クロ教官（演：クロちゃん）
  - ヒロ委員長（演：HIRO）
  - 神殿の守り神（声：高田由美）

#### 第2話 ピーチの間は桃色の恋?の巻
- 脚本 - 平岡秀章
- ユート（Uto）
  - 細川藍
  - 丸山瀬南
  - ミッチェル・ベンジャミン
- レッツ（Lets）
  - 木村遼希
  - 加藤ジーナ
  - 松尾瑠璃
- その他
  - もんじ（声：久嶋志帆）
  - ダンチョ団長（演：安田団長）
  - クロ教官（演：クロちゃん）
  - ヒロ委員長（演：HIRO）
  - 桃太郎（演：渋江譲二）
  - 百鬼夜子（演：春日萌花）
  - 百鬼均一（演：犬神明）
  - 解説（演：トクナガヒデカツ）

#### 第3話 赤ずきんの森の巻
- 脚本 - アサダアツシ
- ユート（Uto）
  - 千葉一磨
  - 細田羅夢
  - メロディー・チューバック
- レッツ（Lets）
  - 渡邊エリー
  - 川﨑樹音
  - 吉野翔太
- その他
  - もんじ（声：久嶋志帆）
  - ダンチョ団長（演：安田団長）
  - クロ教官（演：クロちゃん）
  - ヒロ委員長（演：HIRO）
  - 赤ずきん（演：さとう珠緒）
  - オオカミイチロウ（演：インディ高橋）

#### 第4話 パイレーツ オブ ネバーランド
- 脚本 - 金杉弘子
- ユート（Uto）
  - 日向滉一
  - 一木有海
  - 小関裕太
- レッツ（Lets）
  - 木内梨生奈
  - 長谷川あかり
  - 荒木次元
- その他
  - もんじ（声：久嶋志帆）
  - ダンチョ団長（演：安田団長）
  - クロ教官（演：クロちゃん）
  - ヒロ委員長（演：HIRO）
  - ティンカーベル（演：藤崎奈々子）
  - キャプテンフック（演：楠本柊生）
  - ザコッス（演：吉江豊）
  - シタッパー（演：秋山恵）
  - ピーターパン（演：武藤優作）
  - いりか（声：成田紗矢香）

#### 第5話 翔太探偵団の巻
- 脚本 - アサダアツシ
- ユート（Uto）
  - 細川藍
  - 藤井千帆
  - 丸山瀬南
- レッツ（Lets）
  - 藤田ライアン
  - 川﨑樹音
  - 吉野翔太
- その他
  - いりか（声：成田紗矢香）

#### 第6話 シンデレラストーリーは突然に
- 脚本 - 金杉弘子
- ユート（Uto）
  - 一木有海
  - メロディー・チューバック
  - ミッチェル・ベンジャミン
- レッツ（Lets）
  - 木村遼希
  - 荒木次元
  - 加藤ジーナ
- その他
  - もんじ（声：久嶋志帆）
  - ダンチョ団長（演：安田団長）
  - クロ教官（演：クロちゃん）
  - ヒロ委員長（演：HIRO）
  - モジャール・アフロック（演：王様）
  - サラストン・アフロック（演：三浦涼介）
  - スミレ（演：秋山莉奈）
  - 魔法使いサットン（演：S@TT-ON）
  - 亀神亀次2号（演：犬神情次2号）
  - 乙姫（演：犬神凶子）
  - 謎の生物（演：淳朗）
  - フブキ・コオル（演：岡西里奈）
  - シンデレラ（演：涼平）
  - いりか（声：成田紗矢香）

#### 第7話 ねがいの巻
- 脚本 - アサダアツシ
- ユート（Uto）
  - 日向滉一
  - 笠原拓巳
  - 細田羅夢
  - 鍋本帆乃香
- レッツ（Lets）
  - 千秋レイシー
  - 松尾瑠璃
- その他
  - もんじ（声：久嶋志帆）
  - ダンチョ団長（演：安田団長）
  - クロ教官（演：クロちゃん）
  - ヒロ委員長（演：HIRO）
  - いりか（声：成田紗矢香）

#### 第8話 終わる今日 始まる未来
- 脚本 - アサダアツシ
- ユート（Uto）
  - 日向滉一
  - 一木有海
  - 細川藍
  - 笠原拓巳
  - 小関裕太
  - 千葉一磨
  - 藤井千帆
  - 細田羅夢
  - 丸山瀬南
  - メロディー・チューバック
  - 鍋本帆乃香
  - ミッチェル・ベンジャミン
- レッツ（Lets）
  - 木村遼希
  - 千秋レイシー
  - 木内梨生奈
  - 渡邊エリー
  - 藤田ライアン
  - 渡邉聖斗
  - 川﨑樹音
  - 長谷川あかり
  - 荒木次元
  - 吉野翔太
  - 加藤ジーナ
  - 松尾瑠璃
- その他
  - もんじ（声：久嶋志帆）
  - ダンチョ団長（演：安田団長）
  - クロ教官（演：クロちゃん）
  - ヒロ委員長（演：HIRO）
  - トレジャーハンターぁみか（演：時東ぁみ）
  - 石神石蔵（声：江原正士）
  - シャラク（演：小林写楽）
  - 祠の番人（演：菊タロー）
  - フブキ・コオル（演：岡西里奈）
  - いりか（声：成田紗矢香）

### 備考
- カードキーを見つけた日向滉一とその所属するチーム・Utoのメンバー全員には褒美として、くろひろ団からクリスタルエッグという宝玉が与えられた。このクリスタルエッグは自分自身に関する願い事なら何でも叶えられるとのこと。なぜくろひろ団がそれを使ってカードキーを探さなかったのかは知る由もない。
- 2008年2月4日・2月5日にねがいの巻の再放送が予定されていたが放送されなかった。これは、ドラマ内で餃子がストーリーの要となっていたため（中国製冷凍餃子中毒事件の影響）。その後ほとぼりが冷めたと判断され3月25日に放送された。
- ラストの藤井千帆の台詞「なーんか重大なことを聞きそびれたような…。まぁいっか」に象徴されるように、ドラマの設定や目的などが判明することなく終わった。しかし、2008年度もナンダーMAXを舞台にした続編「日付変更船プッカリーノ」に物語は引き継がれる。

## 日付変更船プッカリーノ
2008年度の年間設定「ナンダーMAX」にある「日付変更船プッカリーノ」を舞台にしたドラマ。2007年度の「大迷宮冒険記」の続編である。原作・脚本は楠本柊生（第7回の脚本のみ金杉弘子）が手がける。オリジナル放送隔週で月曜日 - 水曜日に放送され、1話3回完結、14話42回。
ゲストとして元てれび戦士・元レギュラー出演者が登場することが多い。またレギュラー戦士で新人以外の3人（小関裕太、細田羅夢、笠原拓巳）は新ユゲデール物語にもレギュラー出演しており、その時のレギュラー戦士で残留していたのもこの3人だけである。 

### あらすじ

#### 第1話 - 第6話
冒険を終えたてれび戦士達はお互い友情が芽生えたものの、それぞれの生活に戻っていた。しかしある日再び不思議メガネが手元に届く。ナンダーMAXに集められた中には去年は居なかったものも含まれていた。
戦士達はダンチョ団長率いる風の剣士・フージャ（イメージカラー緑）、クロ教官率いる炎の魔術師・ミナリカ（イメージカラー赤）、ヒロ委員長率いる大地の守り人・ドリック（イメージカラー黄）に振り分けられた。そして遠い未来、地球は暗黒ガスに覆われて破滅の危機にさらされていること、くろひろ団ともんじはそれを防ぐために日付変更船（タイムマシン）「プッカリーノ」で未来から来た者で、火・風・土の3つのアイテムを集めなければならないと告げられる。未来を守るために戦士たちは再び立ち上がった。
しかし、2208年ではてれび戦士の努力もむなしく地球は暗黒ガスに覆われていた。聖夜・翼・理来の3人組は暗黒ガスの噴出を防ぐためにもう一隻の日付変更船「T3（ティーキューブ）」で過去へ遡ろうとしていた。ところが思わぬ事故で2008年に迷い込み、T3を失ってしまう。3人は生きるためにアイドルユニット・ミスト（イメージカラー白）として活動を始める。

#### 第7話 - 第10話
ナンダーMAXにいたてれび戦士とミストの連携で、世界樹の種は発芽した。そして聖夜はミナリカ、翼はフージャ、理来はドリックのメンバーとしててれび戦士入りを果たす。しかしプッカリーノは時の砂を使い切ってしまったため動かせず、彼らを未来に返すことはできないでいた。
そんな中、突然世界樹の芽が弱り始め、プッカリーノのコンピュータがシステムダウンを起こしてしまう。解決法は過去にあるとかろうじて分かった戦士達は偶然地球に散らばった時の砂の原石を集める。その頃、謎の男2人組が戦士の陰で動き始めていた。

#### 第11話 - 第14話
謎の女性ベルモントの策略により枯れてしまった世界樹の芽。そして早くも暗黒ガスが漏れ始めもはやなすすべなしの戦士たち。さらにミストの3人に裏切られたということもありすっかり意気消沈していた。
そのころ、ベルモントについて行ったミストの3人はベルモントと共に食事をしていた。その席ですでにポチを連れて来てしまったことにより歴史書の内容が消えかけていると説明される。その歴史書を元通りにするにはポチを元の世界に返すことだと知りさすがに反発する3人。
一方通信室でミストの事で衝突する羅夢と裕太。羅夢は何かを「信じて待っている」と言う。その時、聖夜から通信が届いて……。

### 用語解説
世界樹
この物語のキーワード。かつてナンダー島に生えていた、自然のバランスを保ち暗黒ガスを封印していたという木。1031年にベルモントによって切り倒されてしまう。大きさも形もラグビーボールに似たその種はナンダーMAXの部屋の一つ「命脈の部屋」に置かれていた。
第6話でナンダーMAXの地下神殿にて発芽したが、後にベルモントによって枯らされる。
日付変更船
上述の通りこの物語でのタイムマシン。時の砂時計に入っている「時の砂」がエネルギー反応することによって動く。
なお、日付変更（タイムトラベル）は非常にデリケートなため重量オーバーには非常に厳しい。
プッカリーノ
ナンダーMAXの最上部にある、くろひろ団ともんじが乗ってきた日付変更船。てれび戦士7人とポチが乗っても重量オーバーにならない。
T3・T-cube（ティーキューブ）
ミストの3人が乗ってきた日付変更船。ポチが紛れ込むことによって重量オーバーを起こした。3人を2008年に置いて1031年に飛び立ってしまったが、なぜか同じく過去に向かっていたプッカリーノと向かい合う形で衝突した。
時の砂
プッカリーノを動かすための燃料。
T3に関してはこれが必要かどうかは触れられていない。
3つのアイテム
太陽の鏡
世界樹の種を発芽させる火のアイテム。太陽に顔を描いたようなエンブレムがついた杖。光を炎へと変えることができる。
回収後、普段はミナリカの部屋にしまってある。
風のハープ
世界樹の種を発芽させる風のアイテム。見た目は小型ハープだが奏でると強い風や雨雲を呼びよせることができる。
回収後、普段は樹里亜が持ち歩いている。
ポチ
ミストが2008年に迷い込んできた原因であり、行動を共にしていた犬。実は世界樹の種を発芽させる土のアイテムで、探している物や場所を見つけだすことができる能力を持つ。プッカリーノに潜り込んできていたところを、拓巳のミスによって偶然2208年のT3の中に送り込まれた。
その後は、理来と行動を共にする。
打出の小槌
土のアイテムを捜す際、誤って土のアイテムだと思い込んで持ってきたもの。物を大きくしたり小さくしたり出来る。
回収後は基本的に元太が使用している。意外と多くの場面で活躍している。
太平洋共和国
くろひろ団やミストの3人の故郷である国。2008年10月に突如建国された。

### キャスト

#### フージャ（HooJya）
- ダンチョ団長（安田団長）

フージャのリーダー。実は、2107年から来た未来人。もんじの封印を解いた張本人だが、封印に使われた道具が桃に似ていたため、最初は彼を『桃から生まれた勇者』だと勘違いした。
- 裕太（小関裕太） ※第3話から登場

レギュラー戦士6人のまとめ役。仲間思いで、ミストの3人の裏切りには一番ショックを受けていた。拓巳と同じラグビー部に所属。相当好きなのか、翼にも一緒にやろうと勧めていた。第3話登場時は風邪を引いていた。拓巳とは親友。
- 樹里亜（山田樹里亜）

穏やかな性格だが、ラグビーの話ばかりする裕太を叱咤する場面もあった。初期のころは、なぜかお嬢様口調だった。

#### ミナリカ（MinaLica）
- クロ教官（クロちゃん）

ミナリカのリーダー。実は2107年から来た未来人。失敗ばかりで、この物語の始まりの原因も彼とされている。くろひろ団の中でも一番扱いが悪い。
- 羅夢（細田羅夢）

姉御肌。キレやすい性格で熱くなりやすい。プッカリーノの操縦担当だが、運転は粗く他の戦士も困っている。聖夜とは考えが合わず言い争ってばかりで、周りからも「ミナリカは仲が良くない」と言われるほど。しかし、ミストの3人が裏切った際に聖夜をスパイとして送っていたりと、実際はチーム内の結束は固い。
- あやの（中村あやの）

羅夢を『羅夢姉さん』と呼び慕っている。そのためか羅夢と性格が近く、ダンチョ団長にも「あいつ、だんだん羅夢に似てきたな」と言われていた。

#### ドリック（DoRick）
- ヒロ委員長（HIRO）

ドリックのリーダー。実は2107年から来た未来人。過去でおいしいものをいっぱい食べるのが目的だった。
- 拓巳（笠原拓巳）

ヘタレキャラで、ラグビーの試合でも「ロングパース!」と言っておきながらまったく投げられないほど。そのためか失敗も多く、ミストの3人とポチが2008年に取り残された元凶も彼。だが心優しく、やる時はやる男。裕太と同じラグビー部に所属。裕太とは親友。
- 元太（伊藤元太）

拓巳を『先輩』と呼んで慕っている。なぜかコスプレをすることが多い。ドリックなので足が速いらしい。

#### ミスト（m-ist）
- 聖夜（武田聖夜） ※第6話終了後にミナリカに加入

2208年から来た未来人。ミナリカの特訓についていけなかったりと、運動が苦手。羅夢とは言い争ってばかりだったが、スパイとして翼たちとベルモントの元へ行ったりと、仲間は絆は強い。だがスパイだということはベルモントにすぐにばれて捕まってしまう。
- 翼（島田翼） ※第6話終了後にフージャに加入

2208年から来た未来人。ベルモントの誘惑により、聖夜、理来と共にてれび戦士を裏切ってしまう。ベルモントの言う『本当の未来』を確かめたいと思っている。
- 理来（田中理来） ※第6話終了後にドリックに加入

2208年から来た未来人。ポチのことを一番可愛がっており、ポチの言葉がわかるらしい。翼、聖夜と共にてれび戦士を裏切ってしまうが、後にジャン、ポールとエードジェダイにポチを返しに行った際、ポチと一緒にてれび戦士に回収される。
- ポチ

T3内に紛れ込んだ謎の犬。詳しくは上記。

#### その他の主要人物
- もんじ（声：久嶋志帆）

くろひろ団と共に世界を救うために未来からやって来た謎の生命体。失敗ばかりのくろひろ団には手を焼いているが、仲間としては大切に思っている。実はもんじ一族で、過去からベルモンジ(ベルモント)によって未来に送られ、くろひろ団に会う。
- 原はじめ（演：げんしじん） - m-istマネージャー

ミストの3人の才能に気づき、芸能界にスカウトした人物。彼らがてれび戦士になった後も、自分はこの時代にいる間は3人のマネージャーであると約束し、彼らを見守る。元お笑い芸人。地底人に捕まって鳥の姿にされてしまい『チミタチー』としかしゃべれなくなる。第14話で打出の小槌によって巨大化された。
- ドクターオソマツ（演：藤井宏和（飛石連休））

科学者。ミストの3人を宇宙人だと勘違いし、彼らを捕らえようとするが失敗。その後、ミストがてれび戦士となった後には和解しており、てれび戦士たちに自分の発明品を提供していたりと関係は友好。彼らからは博士と呼ばれている。
- メカミくん(2号)（演：岩見よしまさ（飛石連休））

ドクターオソマツが開発したロボットだが、彼への忠誠心は低い。ジャンとポールに改造され彼を裏切ってしまう。打出の小槌でミニサイズにされ、ミナリカの3人が交代で使用していた。
彼とは別個体である『メカミくん(改)』というのも大量に存在する。
- ベルモント（演：山本梓）

1031年に世界樹を切り倒した（正確にはベルモントの攻撃で吹き飛ばされたもんじが世界樹にぶつかり、それにより世界樹が倒れた）張本人で地底人。太陽の光が苦手なため、暗黒ガスを発生させ地球から太陽の光を遮ろうと企む。ちなみに本名は『ベルモンジ』。もんじと同じ一族の人間。
- ジャン（演：江口輝（いち・もく・さん））、ポール（演：くぼた隆政（いち・もく・さん））

地底人。ドッペルゲンガー王国の支配をたくらんでいたが、てれび戦士の活躍により失敗。その後、なぜかこの時代に来ていたT3を誤って作動させてしまい、1031年のナンダー島に到着。そこにいたベルモントの美しさに惹かれ、彼女のしもべとなる。2人ともどこか抜けていて失敗ばかりだが、本人たち曰く『やればできる子』らしい。
ちなみに3人の名前の由来はフランス人俳優のジャン＝ポール・ベルモンドから取っている。

#### 第1話
- 井上マー
- 一木有海〔写真〕
- 細川藍〔写真〕
- 木村遼希〔写真〕
- 千秋レイシー〔写真〕
- 木内梨生奈〔写真〕
- 渡邊エリー〔写真〕
- 日向滉一〔写真〕
- 藤田ライアン〔写真〕
- 松尾瑠璃〔写真〕

※2008年度てれび戦士全員出演

#### 第2話
- 村上東奈
- ド・ランクザン望
- テル（どーよ）
- くじら〔声〕

※小関裕太は登場なし

#### 第3話
- 山川恵里佳
- 村田ちひろ
- 飯田里穂
- 菊タロー
- エリカ
- 高木三四郎

#### 第4話
- 山川恵里佳
- 村田ちひろ
- 飯田里穂
- 篠原愛実
- 永島謙二郎
- 木内江莉
- 立川志の吉
- 小阪由佳
- インディ高橋
- 天崎一桂
- 粟根まこと
- 井上マー
- 宮内タカユキ

#### 第5話・第6話
- なすび
- 鳥居みゆき

#### 第11話
- 立川志の吉
- 伊藤陽佑

#### 第12話
- 西田奈津美
- 天崎一桂

#### 第13話
- 藤井千帆
- 川﨑樹音
- 丸山瀬南
- 荒木次元

#### 第14話
※2008年度てれび戦士全員出演

### 放送日程
| 話 | サブタイトル                 | サブタイトル | 初回放送       | 総集編          | 総集編          |
| -- | ---------------------------- | ------------ | -------------- | --------------- | --------------- |
| 01 | てれび戦士 再集合せよ!       | 1            | 2008年03月31日 | 2008年 04月28日 | 2008年 07月15日 |
| 01 | てれび戦士 再集合せよ!       | 2            | 2008年04月01日 | 2008年 04月28日 | 2008年 07月15日 |
| 01 | てれび戦士 再集合せよ!       | 3            | 2008年04月02日 | 2008年 04月28日 | 2008年 07月15日 |
| 02 | ふたりの樹里亜               | 1            | 2008年04月14日 | 2008年 04月29日 | 2008年 07月22日 |
| 02 | ふたりの樹里亜               | 2            | 2008年04月15日 | 2008年 04月29日 | 2008年 07月22日 |
| 02 | ふたりの樹里亜               | 3            | 2008年04月16日 | 2008年 04月29日 | 2008年 07月22日 |
| 03 | 女王様は かわいた風がお好き? | 1            | 2008年05月05日 | 2008年 06月02日 | 2008年 07月29日 |
| 03 | 女王様は かわいた風がお好き? | 2            | 2008年05月06日 | 2008年 06月02日 | 2008年 07月29日 |
| 03 | 女王様は かわいた風がお好き? | 3            | 2008年05月07日 | 2008年 06月02日 | 2008年 07月29日 |
| 04 | あっちこっちポチ!?           | 1            | 2008年05月19日 | 2008年 06月03日 |                 |
| 04 | あっちこっちポチ!?           | 2            | 2008年05月20日 | 2008年 06月03日 |                 |
| 04 | あっちこっちポチ!?           | 3            | 2008年05月21日 | 2008年 06月03日 |                 |
| 05 | さようなら ナンダーMAX       | 1            | 2008年06月09日 | 2008年 07月07日 |                 |
| 05 | さようなら ナンダーMAX       | 2            | 2008年06月10日 | 2008年 07月07日 |                 |
| 05 | さようなら ナンダーMAX       | 3            | 2008年06月11日 | 2008年 07月07日 |                 |
| 06 | ナンダーMAXよ 永遠に         | 1            | 2008年06月23日 | 2008年 07月08日 |                 |
| 06 | ナンダーMAXよ 永遠に         | 2            | 2008年06月24日 | 2008年 07月08日 |                 |
| 06 | ナンダーMAXよ 永遠に         | 3            | 2008年06月25日 | 2008年 07月08日 |                 |
| 07 | 新たなる旅立ち               | 1            | 2008年10月06日 | 2008年 11月04日 | 2008年 12月08日 |
| 07 | 新たなる旅立ち               | 2            | 2008年10月07日 | 2008年 11月04日 | 2008年 12月08日 |
| 07 | 新たなる旅立ち               | 3            | 2008年10月08日 | 2008年 11月04日 | 2008年 12月08日 |
| 08 | 時の原石を探せ!              | 1            | 2008年10月20日 | 2008年 11月05日 | 2008年 12月09日 |
| 08 | 時の原石を探せ!              | 2            | 2008年10月21日 | 2008年 11月05日 | 2008年 12月09日 |
| 08 | 時の原石を探せ!              | 3            | 2008年10月22日 | 2008年 11月05日 | 2008年 12月09日 |
| 09 | そこにある もう1つの世界     | 1            | 2008年11月10日 | 2008年 12月10日 |                 |
| 09 | そこにある もう1つの世界     | 2            | 2008年11月11日 | 2008年 12月10日 |                 |
| 09 | そこにある もう1つの世界     | 3            | 2008年11月12日 | 2008年 12月10日 |                 |
| 10 | ねらわれた世界樹             | 1            | 2008年11月25日 | 2008年 12月11日 |                 |
| 10 | ねらわれた世界樹             | 2            | 2008年11月25日 | 2008年 12月11日 |                 |
| 10 | ねらわれた世界樹             | 3            | 2008年11月26日 | 2008年 12月11日 |                 |
| 11 | ピンチ!ポチ!スレチガイ!      | 1            | 2009年01月05日 | 2009年 02月02日 |                 |
| 11 | ピンチ!ポチ!スレチガイ!      | 2            | 2009年01月06日 | 2009年 02月02日 |                 |
| 11 | ピンチ!ポチ!スレチガイ!      | 3            | 2009年01月07日 | 2009年 02月02日 |                 |
| 12 | ピンチ!ポチ!ピンチ!          | 1            | 2009年01月19日 | 2009年 02月03日 |                 |
| 12 | ピンチ!ポチ!ピンチ!          | 2            | 2009年01月20日 | 2009年 02月03日 |                 |
| 12 | ピンチ!ポチ!ピンチ!          | 3            | 2009年01月21日 | 2009年 02月03日 |                 |
| 13 | あかされた過去 悪夢の始まり  | 1            | 2009年02月09日 | 2009年 03月09日 |                 |
| 13 | あかされた過去 悪夢の始まり  | 2            | 2009年02月10日 | 2009年 03月09日 |                 |
| 13 | あかされた過去 悪夢の始まり  | 3            | 2009年02月11日 | 2009年 03月09日 |                 |
| 14 | きっとまた会える             | 1            | 2009年02月16日 | 2009年 03月10日 |                 |
| 14 | きっとまた会える             | 2            | 2009年02月17日 | 2009年 03月10日 |                 |
| 14 | きっとまた会える             | 3            | 2009年02月18日 | 2009年 03月10日 |                 |

## 番組情報

### 共通情報
『天才てれびくん』の第7代総合司会、放送開始15年目から16年目のシリーズ。
番組の対象年齢は小学生。てれび戦士の最高学年は中学1年。
- 番組名称：天才てれびくんMAX
- 放送期間：2007年4月2日 - 2009年3月26日
- 放送時間：月曜 - 木曜 18:20 - 18:55（35分）
- 総合司会：安田大サーカス
- ナレーション：鈴木琢磨

### 2007年度
| タイトル                                 | 備考        |
| ---------------------------------------- | ----------- |
| 約束の場所へ〜シークレッツ・ユートピア〜 | 番組主題歌  |
| エンディングMTK                          | 音楽        |
| ウキウキ木曜!                            | 木曜生放送  |
| 大迷宮冒険記                             | 月曜ドラマ  |
| お宝カード争奪!ナンダーゲームバトル!     | 火曜 - 水曜 |
| 天てれドラマ                             | 月曜 - 水曜 |
| 放課後コロシアム                         | 月曜 - 水曜 |
| めざせオンリーワン!天てれ一武道会        | 月曜        |
| いい!TV                                  | 月曜        |
| なんでも大辞天                           | 月曜        |
| なかよし秘密結社                         | 月曜        |
| お笑い天才の穴                           | 月曜        |
| 天てれダブルダッチ部                     | 火曜        |
| 天てれラテンダンス部                     | 火曜        |
| 天てれミッション                         | 火曜        |
| 天てれツアー旅ッQ                        | 火曜        |
| 紙フトタッチダウン                       | 水曜        |
| おたより紹介しようかい!                  |             |
| 2007年度 短期企画                        |             |
| ボリボリ大サーカスの奇跡〜約束の場所へ〜 | イベント    |

### 2008年度
| タイトル                              | 備考        |
| ------------------------------------- | ----------- |
| セカイをまわせ!〜ぼくらのカーニバル〜 | 番組主題歌  |
| エンディングMTK                       | 音楽        |
| ウキウキ木曜!                         | 木曜生放送  |
| 日付変更船プッカリーノ                | 月曜 - 水曜 |
| 天てれドラマ                          | 月曜 - 水曜 |
| MAXバッジ争奪 ゲームバトル            | 月曜 - 水曜 |
| 放課後コロシアム                      | 月曜 - 水曜 |
| 紙フトタッチダウン                    | 月曜        |
| 天てれツアー旅ッQ                     | 火曜        |
| 天てれミッション                      | 火曜        |
| 熱血!!漫才部                          | 火曜        |
| どこでも行きマウス!チュー太郎         | 水曜        |
| 未来レスキュー作戦会議                | 水曜        |
| いい!TV                               | 水曜        |
| 天てれゼミナール                      | 水曜        |
| m-ist関連企画                         |             |
| 天てれ式大辞天                        |             |
| おたより紹介しようかい!               |             |
| 天才!ファクトリー                     |             |
| ガチブリろうか                        |             |
| スクラップQ                           |             |
| ワンミニッツクエスチョン              |             |
| 2008年度 短期企画                     |             |
| サヨナラ生放送〜てれび戦士の決断〜    | イベント    |

## 2007年度 短期企画
| 2007年        | 企画                                                            | 脚注   |
| ------------- | --------------------------------------------------------------- | ------ |
| 04月02日 月曜 | てれび戦士全員しょうかい!                                       | [ 1 ]  |
| 04月03日 火曜 | 一挙公開!新人てれび戦士のヒミツ                                 | [ 2 ]  |
| 09月03日 月曜 | 天てれ夏合宿2007 前編                                           | [ 3 ]  |
| 09月04日 火曜 | 天てれ夏合宿2007 後編                                           | [ 4 ]  |
| 09月17日 月曜 | 天才てれびくんMAXスペシャル in NHKホール 舞台の裏側全部見せます | [ 5 ]  |
| 2008年        | 企画                                                            | 脚注   |
| 01月08日 火曜 | 開運!お宝争奪戦冬の陣 前編                                      | [ 6 ]  |
| 01月09日 水曜 | 開運!お宝争奪戦冬の陣 後編                                      | [ 7 ]  |
| 01月14日 月曜 | ガチャガチャ座談会                                              | [ 8 ]  |
| 03月03日 月曜 | ナンデミーMAX賞授賞式                                           | [ 9 ]  |
| 03月03日 月曜 | 天てれ大運動会!! 1日目                                          | [ 9 ]  |
| 03月04日 火曜 | ナンデミーMAX賞授賞式                                           | [ 10 ] |
| 03月04日 火曜 | 天てれ大運動会!! 2日目                                          | [ 10 ] |
| 03月05日 水曜 | ナンデミーMAX賞授賞式                                           | [ 11 ] |
| 03月05日 水曜 | 天てれ大運動会!! 3日目                                          | [ 11 ] |
| 03月27日 木曜 | 2007年度最終回 卒業挨拶                                         | [ 12 ] |

## お宝カード争奪!ナンダーゲームバトル!
| 年度別 | 2006 - 2007 - 2008 |

2007年度の火曜日と水曜日に放送されたCGスタジオゲームコーナー。

### 概要
戦いの舞台はナンダーMAX海底運動場。勝利チームは、様々な効果を持つ「ゴールドカード」を手に入れることができる。「ピタッと合わせまSHOW」と「団長デカの事件簿」ではクロ教官とヒロ委員長が、「いろはに十六」と「真剣!デッかるた」ではクロ教官とダンチョ団長が助っ人として参加する。どちらを取るかは各チーム代表者のジャンケンで決める。

### ピタッと合わせまSHOW
第1週に放送。
あっという間に
火曜日放送。団長の絵描き歌を聞いて何の絵なのかを実際に書いて当てる。
ピタッとテレパシー
水曜日放送。質問に対して、チームリーダーが何と答えるかを予想する。

### 団長デカの事件簿
第2週に放送。
2つのミステリー
火曜日放送。初回のみ「3つのミステリー」という名前だった。
本物は誰だ?
水曜日放送。2008年9月12日放送分をもって終了。
4ヒント!
2008年10月17日放送分から開始。水曜日放送。

### いろはに十六
第3週に放送。指令やクイズを答えながら、オセロの要領で陣地取りをする。1チーム1回だけ「横鳥（クリアすれば先に指名した陣地1ヶ所を横取り）」を使える。

### 真剣!デッかるた
第4週に放送。問題の正解となるゼッケンを相手の背中から奪う。ただし、間違ったゼッケンを持ってきてしまうと相手にポイント。
3on3デッかるた
火曜日放送。
サバイバルデッかるた
水曜日放送。2008年9月26日放送分をもって終了。
ドッジ・デッかるた
2008年11月7日放送分から開始。水曜日放送。

## なんでも大辞天
2007年4月4日 - 2008年2月25日放送。司会者が提示することばを、てれび戦士が絵を描いて答えるコーナー。ちなみに言葉は漢字で書けるものやカタカナのものもひらがなで書かれている。
| 回 | テーマ           | てれび戦士               | 初回放送日     | 脚注   |
| -- | ---------------- | ------------------------ | -------------- | ------ |
| 01 | かわいい子には○○ | 松尾瑠璃                 | 2007年04月04日 | [ 13 ] |
| 02 | チョモランマ     | 小関裕太                 | 2007年04月09日 | [ 14 ] |
| 03 | マチュピチュ     | 細川藍                   | 2007年04月16日 | [ 15 ] |
| 04 | なまはげ         | 川﨑樹音                 | 2007年04月23日 | [ 16 ] |
| 05 | カバディ         | 千秋レイシー             | 2007年05月07日 | [ 17 ] |
| 06 | ガニメデ         | 荒木次元                 | 2007年05月21日 | [ 18 ] |
| 07 | ぺんたごん       | 細田羅夢                 | 2007年05月28日 | [ 19 ] |
| 08 | ○○けんかせず     | 千葉一磨                 | 2007年06月11日 | [ 20 ] |
| 09 | ふぉあぐら       | 吉野翔太                 | 2007年06月18日 | [ 21 ] |
| 10 | ドストエフスキー | 笠原拓巳                 | 2007年06月25日 | [ 22 ] |
| 11 | おとしぶた       | 渡邊エリー               | 2007年09月05日 | [ 23 ] |
| 12 | だぶるでっかー   | 長谷川あかり             | 2007年09月10日 | [ 24 ] |
| 13 | つのかくし       | 木村遼希                 | 2007年09月10日 | [ 24 ] |
| 14 | ししおどし       | 藤井千帆                 | 2007年09月24日 | [ 25 ] |
| 15 | ばってら         | 藤田ライアン             | 2007年10月08日 | [ 26 ] |
| 16 | おぶらーと       | 丸山瀬南                 | 2007年11月12日 | [ 27 ] |
| 17 | まんどりる       | 木内梨生奈               | 2007年11月26日 | [ 28 ] |
| 18 | くさや           | 日向滉一                 | 2008年01月14日 | [ 8 ]  |
| 19 | からすみ         | 鍋本帆乃香               | 2008年01月21日 | [ 29 ] |
| 20 | まとりょーしか   | ミッチェル・ベンジャミン | 2008年02月25日 | [ 30 ] |

## お笑い天才の穴
2007年度の月曜日に放送。クロ教官が司会、ヒロ委員長が座布団運び、ダンチョ団長が解答者となり、てれび戦士にお題を出しそれを大喜利の形で答える。
| 放送日          | お題 | お題                                                      | てれび戦士                                                        | 脚注   |
| --------------- | ---- | --------------------------------------------------------- | ----------------------------------------------------------------- | ------ |
| 2007年 04月09日 | 1    | 女の人にモテモテの「いけてる虫」とはどんな虫?             | 長谷川あかり 細田羅夢 渡邊エリー 笠原拓巳                         | [ 14 ] |
| 2007年 05月07日 | 1    | 消しゴムが成長すると何になる?                             | 加藤ジーナ 荒木次元 鍋本帆乃香 小関裕太                           | [ 17 ] |
| 2007年 05月07日 | 2    | 全く人気のない焼き肉とは?                                 | 加藤ジーナ 荒木次元 鍋本帆乃香 小関裕太                           | [ 17 ] |
| 2007年 06月11日 | 1    | プロレス風の新しいあいさつ「1・2・3○○!」                  | 細川藍 メロディー・チューバック 川﨑樹音 ミッチェル・ベンジャミン | [ 20 ] |
| 2007年 06月11日 | 2    | 新種のパンダはどんなすがた?                               | 細川藍 メロディー・チューバック 川﨑樹音 ミッチェル・ベンジャミン | [ 20 ] |
| 2007年 06月11日 | 3    | クマに相撲で負けた 金太郎のいいわけは?                    | 細川藍 メロディー・チューバック 川﨑樹音 ミッチェル・ベンジャミン | [ 20 ] |
| 2007年 10月08日 | 1    | 童謡「七つの子」カラスが鳴く本当の理由は?                 | 細田羅夢 笠原拓巳 千葉一磨 藤田ライアン                           | [ 26 ] |
| 2007年 10月08日 | 2    | 新種のシマウマ発見!どんなシマウマ?                        | 細田羅夢 笠原拓巳 千葉一磨 藤田ライアン                           | [ 26 ] |
| 2007年 10月08日 | 3    | 玉手箱を開けて浦島太郎が一言。なんと言った?               | 細田羅夢 笠原拓巳 千葉一磨 藤田ライアン                           | [ 26 ] |
| 2007年 11月12日 | 1    | モナリザはどうして笑ってるの?                             | 千秋レイシー 細川藍 荒木次元 加藤ジーナ                           | [ 27 ] |
| 2007年 11月12日 | 2    | イケナイ太陽ってどんな太陽?                               | 千秋レイシー 細川藍 荒木次元 加藤ジーナ                           | [ 27 ] |
| 2007年 11月12日 | 3    | 「心」を使った新しい漢字                                  | 千秋レイシー 細川藍 荒木次元 加藤ジーナ                           | [ 27 ] |
| 2007年 11月26日 | 1    | 超スピーディーな スーパーカタツムリって どんなカタツムリ? | 小関裕太 ミッチェル・ベンジャミン 細田羅夢 丸山瀬南               | [ 28 ] |
| 2007年 11月26日 | 2    | シンデレラが 王子に残していったものは?                    | 小関裕太 ミッチェル・ベンジャミン 細田羅夢 丸山瀬南               | [ 28 ] |
| 2007年 11月26日 | 3    | あなたがみつけたのは「ナニ王子」?                         | 小関裕太 ミッチェル・ベンジャミン 細田羅夢 丸山瀬南               | [ 28 ] |

## めざせオンリーワン!天てれ一武道会

### 概要
2007年度放送。てれび戦士9名があるお題で戦う。優勝したら「王者」となり、さまざまな事を命令出来することができる。
- 師範：クロ教官
- 弟子：ダンチョ団長（常識力ではヒロ委員長と敗者ルーム担当であった）
- 敗者ルーム担当：ヒロ委員長

### 放送日程
|   | テーマ   | 初回放送日    |
| - | -------- | ------------- |
| 1 | 常識力   | 2007年4月16日 |
| 2 | お手伝い | 2007年5月21日 |
| 3 | スピード | 2007年6月25日 |
| 4 | 忍者力   | 2008年1月15日 |

### 第1回 常識力
- テーマ：常識力
- 放送日
  - 2007年4月16日 月曜 [15]
  - 2007年8月21日 火曜 [31]

| ROUND       | 内容                                      |
| ----------- | ----------------------------------------- |
| ROUND 1     | 都道府県名                                |
| ROUND 2     | ちくわの原料は何?                         |
| 敗者復活戦  | アメリカの首都は?                         |
| ROUND 3     | 常識地理クイズ                            |
| FINAL ROUND | 東京タワーはエッフェル塔より少しだけ低い? |

| てれび戦士               | 1 | 2 | 敗 | 3 | F |
| ------------------------ | - | - | -- | - | - |
| 笠原拓巳                 | ○ | ○ |    | ○ | ○ |
| 藤井千帆                 | ○ | ○ |    | ○ | ● |
| 一木有海                 | ○ | ○ |    | ● |   |
| 加藤ジーナ               | ○ | ○ |    | ● |   |
| 藤田ライアン             | ○ | ● | ○  | ● |   |
| 日向滉一                 | ○ | ● | ●  |   |   |
| 渡邉聖斗                 | ○ | ● | ●  |   |   |
| ミッチェル・ベンジャミン | ● |   | ●  |   |   |
| 吉野翔太                 | ● |   | ●  |   |   |

### 第2回 お手伝い
- テーマ：お手伝い
- 放送日
  - 2007年5月21日 月曜 [18]
  - 2007年6月07日 木曜 [32]
  - 2007年7月26日 木曜 [33]

| ROUND       | 内容                       |
| ----------- | -------------------------- |
| ROUND 1     | 糸通しタイムトライアル     |
| ROUND 2     | ぞうきんがけビーチフラッグ |
| 敗者復活戦  | ペットボトル分別レース     |
| ROUND 3     | お手伝い常識クイズ         |
| FINAL ROUND | ガチンコおにぎりバトル     |

| てれび戦士   | 1 | 2 | 敗 | 3 | F |
| ------------ | - | - | -- | - | - |
| 細田羅夢     | ○ | ○ |    | ○ | ○ |
| 長谷川あかり | ○ | ○ |    | ○ | ● |
| 千秋レイシー | ○ | ○ |    | ● |   |
| 川﨑樹音     | ○ | ○ |    | ● |   |
| 渡邊エリー   | ○ | ● | ○  | ● |   |
| 吉野翔太     | ○ | ● | ●  |   |   |
| 丸山瀬南     | ● |   | ●  |   |   |
| 小関裕太     | ● |   | ●  |   |   |
| 荒木次元     | ● |   | ●  |   |   |

### 第3回 スピード
- テーマ：スピード
- 放送日
  - 2007年6月25日 月曜 [22]
  - 2007年7月11日 水曜 [34]
  - 2007年8月02日 木曜 [35]
  - 2007年8月23日 木曜 [36]

| ROUND       | 内容                         |
| ----------- | ---------------------------- |
| ROUND 1     | 反射神経対決                 |
| ROUND 2     | 動体視力対決                 |
| 敗者復活戦  | ストップウォッチカチカチ対決 |
| ROUND 3     | スピード計算バトル           |
| FINAL ROUND | 朝の準備早着替えバトル       |

| てれび戦士   | 1 | 2 | 敗 | 3 | F |
| ------------ | - | - | -- | - | - |
| 木村遼希     | ○ | ○ |    | ○ | ○ |
| 渡邉聖斗     | ● |   | ○  | ○ | ● |
| 細田羅夢     | ○ | ○ |    | ● |   |
| 川﨑樹音     | ○ | ○ |    | ● |   |
| 木内梨生奈   | ○ | ○ |    | ● |   |
| 千秋レイシー | ○ | ● | ●  |   |   |
| 一木有海     | ○ | ● | ●  |   |   |
| 丸山瀬南     | ● |   | ●  |   |   |
| 荒木次元     | ● |   | ●  |   |   |

### 第4回 忍者力
- テーマ：忍者力
- 放送日
  - 2008年1月15日 火曜 [37]
  - 2008年2月05日 火曜 [38]

| ROUND       | 内容                 |
| ----------- | -------------------- |
| ROUND 1     | 分身の術バトル       |
| ROUND 2     | お天気言い伝えクイズ |
| 敗者復活戦  | 手裏剣術バトル       |
| FINAL ROUND | 記憶術早押しバトル   |

| てれび戦士   | 1 | 2 | 敗 | F | F |
| ------------ | - | - | -- | - | - |
| 藤田ライアン | ○ | ○ |    | ○ | ○ |
| 千葉一磨     | ● |   | ○  | ○ | ● |
| 渡邊エリー   | ○ | ○ |    | ● |   |
| 藤井千帆     | ○ | ○ |    | ● |   |
| 細川藍       | ○ | ● | ●  |   |   |
| 長谷川あかり | ○ | ● | ●  |   |   |
| 川﨑樹音     | ○ | ● | ●  |   |   |
| 丸山瀬南     | ● |   | ●  |   |   |
| 吉野翔太     | ● |   | ●  |   |   |

## なかよし秘密結社
2007年度の月曜日に放送。なかよし秘密結社、略してNHK（Nakayoshi Himitsu Kessha）。てれび戦士がお面をかぶって周りをぐるぐる回りハト吉が視聴者から寄せられた手紙をてれび戦士が自分の考えを発表し、最後にHIRОからその事の詳しい事を聞いてハト吉の足に手紙の結果をつけ終了となる。（ただし、1回だけ依頼者の所へ行った事がある）
- 秘密の司会者：団長
- NHK総長 ミスターX：HIRO
- ハト使い：クロちゃん
- 伝書バト ハト吉（声：坂口候一）

| 2007年   | お悩み                                 | 注釈     | 出典   |
| -------- | -------------------------------------- | -------- | ------ |
| 04月23日 | 好きなクラスメイトをふり向かせる方法   | [ 注 1 ] | [ 16 ] |
| 05月28日 | おそうじぎらいを直す方法               | [ 注 2 ] | [ 19 ] |
| 07月02日 | 犬のおばあちゃんにシッポをふらせる方法 | [ 注 3 ] | [ 39 ] |
| 09月24日 | 落ちこんだとき元気になる方法           | [ 注 4 ] | [ 25 ] |
| 12月03日 | 「親友」はどうやったら作れる?          | [ 注 5 ] | [ 40 ] |

## 天てれダブルダッチ部
2007年度。「天てれ部活動」第3弾。活動内容はダブルダッチ。

### 出演者
- コーチ - 縄レンジャー
- 部員 - 日向滉一、長谷川あかり、藤井千帆、荒木次元 ／ 渡邊エリー、笠原拓巳、川﨑樹音、吉野翔太

### 放送日程
2007年度1学期の火曜日に放送。
|   | 初回放送日    | サブタイトル             | 脚注   |
| - | ------------- | ------------------------ | ------ |
| 1 | 2007年4月10日 |                          | [ 41 ] |
| 2 | 2007年4月17日 | 入部テスト               | [ 42 ] |
| 3 | 2007年5月08日 | スピードの衝撃           | [ 43 ] |
| 4 | 2007年5月22日 | 涙のスピードテスト       | [ 44 ] |
| 5 | 2007年6月12日 | 本当のチームワークとは!? | [ 45 ] |
| 6 | 2007年6月26日 | 大会へ                   | [ 46 ] |

## 天てれラテンダンス部
2007年度。「天てれ部活動」第4弾。活動内容は社交ダンス。

### 出演者
- コーチ - 増田大介・塚田真美
- 部員 - 木村遼希・一木有海、渡邉聖斗・メロディー・チューバック、小関裕太・木内梨生奈、ミッチェル・ベンジャミン・加藤ジーナ

### 放送日程
2007年度後期の火曜日に放送。
|   | 初回放送日     | サブタイトル                | 脚注   |
| - | -------------- | --------------------------- | ------ |
| 1 | 2007年10月16日 | 結成                        | [ 47 ] |
| 2 | 2007年11月06日 | ペアのきずな                | [ 48 ] |
| 3 | 2007年11月20日 | 全日本チャンピオンと出会う  | [ 49 ] |
| 4 | 2007年12月04日 | 涙の練習試合                | [ 50 ] |
| 5 | 2008年01月22日 | 本番直前!最後の追い込み合宿 | [ 51 ] |
| 6 | 2008年01月29日 | 涙のラストステージ          | [ 52 ] |

### スペシャル
- 放送日：2008年2月11日 月曜 [53]

## 天てれミッション 2007年度
| 年度別 | 2005 - 2006 - 2007 - 2008 |

2007年度の火曜日に放送。てれび戦士が大人になるためにさまざまなミッションにチャレンジをする。

### 放送日程
| 初回放送日     | ミッション                 |
| -------------- | -------------------------- |
| 2007年04月24日 | 出会いの気持ちを書道で表せ |
| 2007年05月29日 | めざせ!地図マスター        |
| 2007年07月03日 | 巨大折り鶴に挑戦           |
| 2007年09月25日 | 大根を使ったあめ細工       |
| 2007年10月23日 | スポーツ玉入れに挑戦!      |
| 2007年11月27日 | ベーゴマに挑戦!            |
| 2008年02月12日 | 雪の地上絵                 |

### 創作書道
- ミッション：出会いの気持ちを書道で表せ
- 放送日：2007年04月24日 火曜 [54]
- 指導：岩科蓮花
- てれび戦士：藤田ライアン、千葉一磨、鍋本帆乃香

### 地図マスター
- ミッション：めざせ!地図マスター
- 放送日
  - 本放送：2007年05月29日 火曜 [55]
  - 再放送：2007年06月04日 月曜 [56]
- 場所
  - 東京都台東区谷中
  - 埼玉県日高市 日和田山
- 指導：村越真
- てれび戦士：藤井千帆、加藤ジーナ

### 巨大折り鶴
- ミッション：巨大折り鶴に挑戦
- 放送日
  - 本放送：2007年07月03日 火曜 [57]
  - 再放送：2007年07月10日 火曜 [58]
- 場所：神奈川県相模原市 相模原市立藤野南小学校
- 指導：山田勝久
- てれび戦士：一木有海、藤田ライアン、加藤ジーナ、松尾瑠璃

### あめ細工
- ミッション：大根を使ったあめ細工
- 放送日
  - 本放送：2007年09月25日 火曜 [59]
  - 再放送：2007年12月11日 火曜 [60]
- 場所：群馬県利根郡片品村
- 指導：吉原孝洋
- てれび戦士：木内梨生奈、丸山瀬南、ミッチェル・ベンジャミン

### スポーツ玉入れ
- ミッション：スポーツ玉入れに挑戦!
- 放送日
  - 本放送：2007年10月23日 火曜 [61]
  - 再放送：2007年12月12日 水曜 [62]
- 場所
  - 大阪府泉南郡熊取町
  - 大阪府泉佐野市 泉佐野市市民総合体育館
- 指導：坂上義満（全日本玉入れ協会関西協会会長）
- てれび戦士：小関裕太、細田羅夢、長谷川あかり、渡邉聖斗、丸山瀬南、荒木次元

### ベーゴマ
- ミッション：ベーゴマに挑戦!
- 放送日：2007年11月27日 火曜 [63]
- 場所：埼玉県川口市
- 指導：後藤久典
- てれび戦士：千葉一磨、渡邉聖斗、ミッチェル・ベンジャミン

### 雪の地上絵
- ミッション：雪の地上絵
- 放送日：2008年02月12日 火曜 [64]
- 場所：北海道
- 指導：吉田ひかり
- てれび戦士：日向滉一、藤井千帆、長谷川あかり、藤田ライアン、丸山瀬南、荒木次元

## 天てれ夏合宿2007
秘密基地づくりを軸に、「ナンダーMAX夏祭り」の開催に向けて奮闘する。
- 放送期間：2007年9月3日 - 2007年9月4日（月曜 - 火曜）
- ロケ場所：群馬県吾妻郡嬬恋村
- 出典：[65][66]

## 天てれ大運動会!!（2007年度）

### 基礎情報
- 放送日：2008年3月3日 - 2008年3月5日（月曜 - 水曜）
- 協力
  - 相模原フィルム・コミッション
  - 相模原市立沢井体育館（収録会場）

### 出演者
- 司会：HIRO（ヒロ委員長）
- レッツ（赤）
  - 木村遼希、千秋レイシー、渡邉聖斗、藤田ライアン、荒木次元、吉野翔太
  - 木内梨生奈、渡邊エリー、長谷川あかり、川﨑樹音、加藤ジーナ、松尾瑠璃
  - 助っ人：クロちゃん（クロ教官）
- ユート（緑）
  - 日向滉一、笠原拓巳、小関裕太、千葉一磨、丸山瀬南、ミッチェル・ベンジャミン
  - 一木有海、細川藍、細田羅夢、藤井千帆、メロディー・チューバック、鍋本帆乃香
  - 助っ人：安田団長（ダンチョ団長）

### 1日目（2008年3月3日放送）
第1競技 放コロ・トライアスロン
2007年度の放課後コロシアムで行われた3競技を「GOGOトリプルロープ」「ドリブルダッシュ7」「パスパスリング7」の順番で連続して行われるトライアスロン。各競技にてれび戦士が4人ずつ参加、助っ人をバトン代わりに5人体制で行う。
|                    | 先攻 レッツ                                   | 後攻 ユート                                               |
| ------------------ | --------------------------------------------- | --------------------------------------------------------- |
| 作戦               | レッツゴー!作戦                               | 失敗しないぞ作戦!                                         |
| 助っ人             | ○クロちゃん                                   | ○安田団長                                                 |
| GOGOトリプルロープ | ○藤田ライアン ○渡邊エリー ○渡邉聖斗 ○松尾瑠璃 | ○細田羅夢 ○千葉一磨 ○鍋本帆乃香 ○メロディー・チューバック |
| ドリブルダッシュ7  | ○木内梨生奈 ○荒木次元 ○木村遼希 ○長谷川あかり | ○藤井千帆 ○一木有海 ○日向滉一 ○丸山瀬南                   |
| パスパスリング7    | ○加藤ジーナ ○川﨑樹音 ○吉野翔太 ○千秋レイシー | ○小関裕太 ○ミッチェル・ベンジャミン ○笠原拓巳 ○細川藍     |
| タイム             | 28秒72                                        | 29秒97                                                    |
第2競技 ながなわジャンピング
長縄跳び。制限時間は3分。連続して跳んだ回数が多いチームが勝利。回数が得点となる。
| 順   | チーム | 回数 |
| ---- | ------ | ---- |
| 先攻 | レッツ | 19回 |
| 後攻 | ユート | 21回 |

### 2日目（2008年3月4日放送）
第1競技 ほぼ500メートルにかけろ!
小学6年生と中学1年生の男子が約50メートルのトラックを10周走る。参加しないメンバーは誰が1位になるかを当てる。
| 順位 | チーム | 学年 | てれび戦士   | タイム    |
| ---- | ------ | ---- | ------------ | --------- |
| 1位  | レッツ | 中1  | 木村遼希     | 2分14秒74 |
| 2位  | レッツ | 小6  | 藤田ライアン | 2分18秒86 |
| 3位  | ユート | 小6  | 小関裕太     | 2分26秒39 |
| 4位  | ユート | 小6  | 千葉一磨     | 2分28秒41 |
| 5位  | ユート | 中1  | 日向滉一     | 2分32秒75 |
| 6位  | ユート | 小6  | 笠原拓巳     | 2分39秒03 |
| 7位  | レッツ | 小6  | 渡邉聖斗     | 2分49秒92 |
| 8位  | レッツ | 中1  | 千秋レイシー | 2分51秒39 |
第2競技 おっかけ玉入れ
5メートル四方のエリアでカゴを持ったてれび戦士が逃げ回る。相手チームが全員で外側から玉を投げ入れる玉入れ。制限時間は3分。入った玉の数が得点。
| 順   | チーム | 相手かご係 | 個数 |
| ---- | ------ | ---------- | ---- |
| 先攻 | ユート | 加藤ジーナ | 99個 |
| 後攻 | レッツ | 小関裕太   | 83個 |

### 3日目（2008年3月5日放送）
第1競技 男女混合!バッテリーリレー
各チーム6組の男女ペアに分かれタスキを渡してリレーする競技。
| 種目               | 先攻 ユート                       | 後攻 レッツ             |
| ------------------ | --------------------------------- | ----------------------- |
| なわとびダッシュ   | 日向滉一 細田羅夢                 | 荒木次元 加藤ジーナ     |
| ボールそうじ       | ミッチェル・ベンジャミン 藤井千帆 | 渡邉聖斗 木内梨生奈     |
| コツコツたくわえ   | 丸山瀬南 鍋本帆乃香               | 木村遼希 クロちゃん     |
| アタマつきあわせ   | 笠原拓巳 一木有海                 | 藤田ライアン 川﨑樹音   |
| テレパシー         | 小関裕太 メロディー・チューバック | 吉野翔太 長谷川あかり   |
| ふうせんクラッシュ | 千葉一磨 細川藍                   | 千秋レイシー 渡邊エリー |
| タイム             | 2分45秒45                         | 2分25秒97               |
最終競技 天てれ名物 決着の綱
綱引きで最終決戦。

### 最終結果
| 競技                      | レッツ | ユート |
| ------------------------- | ------ | ------ |
| 放コロ・トライアスロン    | 10     | 0      |
| ながなわジャンピング      | 0      | 21     |
| ほぼ500メートルにかけろ!  | 20     | 13     |
| おっかけ玉入れ            | 83     | 99     |
| 男女混合!バッテリーリレー | 20     | 0      |
| 天てれ名物 決着の綱       | 30     | 0      |
| 合計                      | 163    | 133    |

- 優勝：レッツ
- 授与：優勝旗「WE ARE NO.1 フラッグ」

## ボリボリ大サーカスの奇跡〜約束の場所へ〜
番組名
天才てれびくんMAXスペシャル in NHKホール ボリボリ大サーカスの奇跡〜約束の場所へ〜
放送日時
- 初回放送
  - 2007年09月17日 月曜09:00 - 10:00 敬老の日
- 再放送
  - 2007年12月30日 日曜17:50 - 18:50
  - 2016年04月23日 土曜16:00 - 17:00 お願い!編集長
- 再放送（全2回 通常放送枠）
  - 2008年03月18日 火曜18:20 - 18:55
  - 2008年03月19日 水曜18:20 - 18:55

収録会場
2007年8月4日 東京都渋谷区 NHKホール 2回公演
入場者：第1回 2880人 / 第2回 2630人
出演者
- ユート（Uto）
  - 日向滉一
  - 一木有海
  - 細川藍
  - 笠原拓巳
  - 小関裕太
  - 千葉一磨
  - 藤井千帆
  - 細田羅夢
  - 丸山瀬南
  - メロディー・チューバック
  - 鍋本帆乃香
  - ミッチェル・ベンジャミン
- レッツ（Lets）
  - 木村遼希
  - 千秋レイシー
  - 木内梨生奈
  - 渡邊エリー
  - 藤田ライアン
  - 渡邉聖斗
  - 川﨑樹音
  - 長谷川あかり
  - 荒木次元
  - 吉野翔太
  - 加藤ジーナ
  - 松尾瑠璃
- ボリボリサーカス団
  - 安田大サーカス（団長、クロちゃん、HIRO）
  - ハリセンボン（近藤春菜、箕輪はるか）
  - マーじいさん（井上マー）
- アーク
  - 楠本柊生

歌
1. 「約束の場所へ〜シークレッツ・ユートピア〜」てれび戦士2007
2. 「チャチャマンボでおどろうよ」長谷川あかり、藤井千帆、渡邉聖斗、鍋本帆乃香、荒木次元、メロディー・チューバック、丸山瀬南、吉野翔太、ミッチェル・ベンジャミン、松尾瑠璃
3. 「空宙ブランコ」細川藍、一木有海、細田羅夢、川﨑樹音、加藤ジーナ
4. 「オレンジ」千秋レイシー、木村遼希、日向滉一、千葉一磨、小関裕太
5. 「約束の場所へ〜シークレッツ・ユートピア〜」てれび戦士2007

スタッフ
- 脚本：楠本柊生
- 音楽：塚田良平
- 振付：荒木慎太郎
- サーカス指導：IKUO三橋、いはらツトム
- ダブルダッチ指導：縄★レンジャー
- ストンプ指導：土井一恭
- 演出：奥富健吾、村上貴英
- 制作統括：大谷聡

出典

## いい!TV

### 概要
2007年度 - 2008年度放送。てれび戦士が考えた企画を視聴者にプレゼンして、番組公式HP上で投票にてどれがよかったかを決めてもらう。よかった企画はスペシャル化されて実際に放送される。放送される場合、オープニングとエンディングは通常のいい!TVと同じ。毎回数人のてれび戦士が出演するが、企画に参加するだけのてれび戦士が出演する放送回もある。必ず出演者全員がプレゼンを担当するわけではない。
- ダンチョプロデューサー：団長
- クロAD：クロちゃん
- てれび（ヒロくん）：HIRO
- ディレクター：てれび戦士

### 2007年度
月曜日に放送。
| 放送日          | ディレクター             | 企画                       | 脚注   |
| --------------- | ------------------------ | -------------------------- | ------ |
| 2007年 05月14日 | 千秋レイシー             | ダンゼン!過去              | [ 73 ] |
| 2007年 05月14日 | 日向滉一                 | ねこじたクッキング         | [ 73 ] |
| 2007年 05月14日 | 藤井千帆                 | リカの部屋                 | [ 73 ] |
| 2007年 05月14日 | 小関裕太                 | ゲタうらない               | [ 73 ] |
| 2007年 05月14日 | ミッチェル・ベンジャミン | おしゃべりインコ対決       | [ 73 ] |
| 2007年 05月14日 | 木内梨生奈               | 参上!スクープガール        | [ 73 ] |
| 2007年 06月18日 | 渡邊エリー               | ホレちゃう!口笛講座        | [ 21 ] |
| 2007年 06月18日 | 渡邉聖斗                 | T-1グランプリ（鉄棒）      | [ 21 ] |
| 2007年 06月18日 | 日向滉一                 | バレエやろうぜ!            | [ 21 ] |
| 2007年 06月18日 | 木村遼希                 | コレってアレだったの?      | [ 21 ] |
| 2007年 06月18日 | 鍋本帆乃香               | ナニワー・ザ・ワールド     | [ 21 ] |
| 2007年 11月19日 | 笠原拓巳                 | ほらっ!ホラー!             | [ 74 ] |
| 2007年 11月19日 | 細田羅夢                 | とまと講座（ヘアアレンジ） | [ 74 ] |
| 2007年 11月19日 | 藤田ライアン             | イーン?グリッシュ!         | [ 74 ] |
| 2007年 11月19日 | 木内梨生奈               | なりきり!ヨガ道場          | [ 74 ] |

### 参上!スクープガール

#### 概要
- 番組名：きうちりおなの参上!スクープガール
- ディレクター：木内梨生奈
- 内容：てれび戦士の秘密をどんどんスクープしちゃう番組
- スタジオ：いい!TV V3スタジオ

#### 第1回
- 本放送：2007年10月15日 月曜 [75]
- 再放送：2007年12月17日 月曜 [76]
- コメンテーター
  - 安田大サーカス
  - 日向滉一
  - 荒木次元
  - 千葉一磨
  - 藤井千帆
  - 小関裕太
  - 木村遼希
  - ミッチェル・ベンジャミン
  - 松尾瑠璃
  - 千秋レイシー
  - 笠原拓巳
- ナレーション：八奈見乗児

#### 第2回
- 放送日：2008年01月21日 月曜 [29]
- コメンテーター
  - 安田大サーカス
  - 一木有海
  - 川﨑樹音
  - 藤井千帆
  - 日向滉一
  - 吉野翔太
  - メロディー・チューバック
  - 松尾瑠璃
  - 笠原拓巳
  - ミッチェル・ベンジャミン

### リカの部屋
- 番組名：藤井千帆研究室におけるリカの部屋
- ディレクター：藤井千帆
- 内容：理科実験をみんなでたのしもう!
- 出演者
  - ちほお姉さん：藤井千帆
  - 笠エルくん：笠原拓巳
  - ウマ次：荒木次元
- 本放送
  - 前編：2007年10月22日 月曜 [77]
  - 後編：2007年11月05日 月曜 [78]
- 再放送
  - 前編：2007年12月18日 火曜 [79]
  - 後編：2007年12月19日 水曜 [80]

### ダンゼン!過去

#### 概要
- 番組名：千秋レイシーPresents ダンゼン!過去
- ディレクター：千秋レイシー
- 内容：てれび戦士の過去をクイズ形式で紹介する番組
- スタジオ：いい!TV V28スタジオ

#### 第1回
- 本放送
  - 前編：2007年10月22日 月曜 [77]
  - 後編：2007年11月05日 月曜 [78]
- 再放送
  - 前編：2007年12月18日 火曜 [79]
  - 後編：2007年12月19日 水曜 [80]

| チーム   | てれび戦士               | 安田大サーカス |
| -------- | ------------------------ | -------------- |
| 赤チーム | ミッチェル・ベンジャミン | 安田団長       |
| 黄チーム | 松尾瑠璃                 | クロちゃん     |
| 緑チーム | 笠原拓巳                 | HIRO           |

#### 第2回
- 本放送：2008年1月28日 月曜 [81]
- 再放送：2008年2月06日 水曜 [82]

| チーム   | てれび戦士 | 安田大サーカス |
| -------- | ---------- | -------------- |
| 赤チーム | 一木有海   | 安田団長       |
| 黄チーム | 日向滉一   | クロちゃん     |
| 緑チーム | 藤井千帆   | HIRO           |

### 2008年度
水曜日に放送。
| 放送日          | ディレクター             | 企画                           | 脚注            |
| --------------- | ------------------------ | ------------------------------ | --------------- |
| 2008年 05月07日 | 丸山瀬南                 | セナコロシアム                 | [ 83 ]          |
| 2008年 05月07日 | 重本ことり               | 勝手にもの言いダンシング       | [ 83 ]          |
| 2008年 05月07日 | 長谷川あかり             | こだわりフォトコラボ!          | [ 83 ]          |
| 2008年 05月07日 | 細田羅夢                 | それってぐ〜う!                | [ 83 ]          |
| 2008年 05月07日 | 渡邉聖斗                 | 超!パラダイス（蝶）            | [ 83 ]          |
| 2008年 05月21日 | 笠原拓巳                 | 雑学王たっくん                 | [ 84 ]          |
| 2008年 05月21日 | 水本凜                   | リンリンスケッチ探偵社         | [ 84 ]          |
| 2008年 05月21日 | 加藤ジーナ               | クイズジーナ                   | [ 84 ]          |
| 2008年 05月21日 | ミッチェル・ベンジャミン | ドリームシミュレーション       | [ 84 ]          |
| 2008年 06月11日 | 鍋本帆乃香               | これってモッタイナイ?          | [ 85 ]          |
| 2008年 06月11日 | 吉野翔太                 | 心の中をギョロ!                | [ 85 ]          |
| 2008年 06月11日 | 千葉一磨                 | 大喜利写真館                   | [ 85 ]          |
| 2008年 06月11日 | 川﨑樹音                 | セレ部                         | [ 85 ]          |
| 2008年 06月25日 | 中村あやの               | キッチンプリンセス             | [ 86 ]          |
| 2008年 06月25日 | 木村遼                   | 夢ゆめ劇場                     | [ 86 ]          |
| 2008年 06月25日 | 山田樹里亜               | モテル?写真館                  | [ 86 ]          |
| 2008年 11月12日 | 鍋本帆乃香               | 祭りでヒロイン!                | [ 注 6 ] [ 87 ] |
| 2008年 11月12日 | 山田樹里亜               | 方言マスター                   | [ 注 6 ] [ 87 ] |
| 2008年 11月12日 | 重本ことり               | 勝手にMTK♪                     | [ 注 6 ] [ 87 ] |
| 2009年 01月07日 | 山田樹里亜、木村遼       | チャレンジ!食べあわせ          | [ 注 7 ] [ 88 ] |
| 2009年 01月07日 | 笠原拓巳                 | 必勝!オリベン                  | [ 注 7 ] [ 88 ] |
| 2009年 01月07日 | 小関裕太                 | うたドッチ?                    | [ 注 7 ] [ 88 ] |
| 2009年 01月14日 | 千葉一磨                 | わざアリ!マイことわざ          | [ 注 8 ] [ 89 ] |
| 2009年 01月14日 | 中村あやの               | スッキリ!ハッキリ!動物たいそう | [ 注 8 ] [ 89 ] |
| 2009年 01月14日 | 伊藤元太                 | ささ!イイ!モノ                 | [ 注 8 ] [ 89 ] |

### リンリンスケッチ探偵社

#### 概要
水本凛扮する探偵が、自ら描写したスケッチ画を元にして、とある事件の容疑者を特定していく。
- ディレクター：水本凜
- 探偵：水本凜
- 助手：安田大サーカス
- 容疑者
  - 笠原拓巳
  - 川﨑樹音
  - 小関裕太
  - 武田聖夜
  - 重本ことり
  - 丸山瀬南
  - 田中理来
  - 中村あやの

#### 前編
- 放送日：2008年9月8日 月曜 [90]
- 事件ファイルNo.R-0001 怪奇「ブタ子先生」事件
- 事件ファイルNo.R-0002 ミュージカルスターの悲劇事件

#### 後編
- 放送日：2008年9月9日 火曜 [91]
- 事件ファイルNo.R-0003 拓巳のネタ帳が悪影響!事件
- 事件ファイルNo.R-0004 ミストに謎の4人目事件

### セレ部

#### 概要
企画提案者の川﨑樹音が自ら部長を務め、主に女子の恋愛話の展開や視聴者からの質問（主に女性）に答えるのが主旨。出演するのは女子に限定されるが、学年やチーム関係なく、複数のてれび戦士が出演する。部の名称には「セレブ」がかかっている為か、出演するてれび戦士はスタジオ衣裳でありながら、髪型をオシャレにアレンジしている。一部のてれび戦士には、スタジオ衣裳にアクセントを加えている場合もあった。尚、「日付変更船プッカリーノ」のワンシーンに、セレ部の収録風景（という設定）が数秒間だけ映ったことがある。これに関連する形で部長の川﨑樹音と部員の藤井千帆が同ドラマに初出演した。
- ディレクター：川﨑樹音

#### 第1回
- 放送日：2008年9月10日 水曜 [92]
- 部員：細田羅夢、重本ことり、メロディー・チューバック、水本凜
- 男子：武田聖夜、島田翼、田中理来、ミッチェル・ベンジャミン
- 相談：サインを作るコツってありますか?

#### 第2回
- 前編放送日：2009年1月19日 月曜 [93]
- 後編放送日：2009年1月20日 火曜 [94]
- 一挙再放送：2009年2月04日 水曜 [95]
- 部員：藤井千帆、細田羅夢
- 相談：初恋をしたのですが、どうやって告白したらいいかわかりません。

#### 関連企画
中学生スペシャル〜おれたちイケてる男子〜
2008年11月24日 - 11月26日放送。中学1年のてれび戦士の内、小関裕太・千葉一磨・武田聖夜が「イケてる男子代表」として出演。全3回の放送内で真のイケてる男子を決めるのが、チェックガールズと称された、川﨑樹音・細田羅夢・藤井千帆の3名。尚、この3名以外にも、女子では長谷川あかりもチェックガールズとは別に、とあるドッキリ企画の仕掛け人として出演し、男子ではコーナーとコーナーの合間にタイトルコール役として笠原拓巳が出演している。尚、このコーナーの仕切り役に、CGキャラ（もんじ）を担当している、声優の久嶋志帆も参加している。
モテモテ団
2009年1月21日放送。「カッコよくなって女の子にモテたい」と思っている男子たちが、モテモテ団団長の安田裕己のもとで修行する、というコーナー。登場した団員は、渡邉聖斗、千葉一磨、小関裕太、島田翼、吉野翔太、伊藤元太、黒川明人（新人）の7名。内、渡邉聖斗、黒川明人を除く5名が伊藤元太の『セレ部』の女子たちの会話から手に入れた情報をもとに『カッコいい告白の仕方』を披露。結果として、インパクトのあった島田翼の『ダンスで告白』を実際にセレ部の女子たちにも全員で披露したが、反応はイマイチで「何かかわいそう」とまで言われてしまった。そして、番組の最後には、『モテモテ団への励ましのお便り』が募集された。

### 雑学王たっくん

#### 概要
笠原拓巳扮する「雑学王」と、あべこうじ扮する「臣下あべ」が、様々な雑学を披露する。同コーナーには数人のてれび戦士が出演し、出題された雑学に関連する問題を解答する。不正解者の中から、たっくん及び臣下あべに指名されたてれび戦士は、罰ゲームとして一発芸を披露しなければならない。尚、正解者がいた場合、ご褒美としてたっくんの一発芸が披露されるが、スベる芸が大半の為か、ごく一部では「罰ゲーム同様のご褒美では無いのか？」という不満も。
- ディレクター：笠原拓巳
- 雑学王：笠原拓巳
- 臣下あべ：あべこうじ

#### 第1回
- 放送日：2008年9月15日 月曜 [96]
- 挑戦者：細田羅夢、メロディー・チューバック、ミッチェル・ベンジャミン
- 第1問：視力検査で使う「C」マークの名前は?
- 第2問：風船をどれで割る? 1.リンゴ 2.バナナ 3.オレンジ 4.クリ

#### 第2回
- 放送日：2008年9月16日 火曜 [97]
- 挑戦者：細田羅夢、メロディー・チューバック、ミッチェル・ベンジャミン
- 第1問：10円玉はどっちが表?裏?理由もつけて
- 第2問：10円玉をきれいにするには? 1.お茶 2.レモン 3.コーヒー

#### 第3回
- 本放送：2009年2月10日 火曜 [98]
- 再放送：2009年3月11日 水曜 [99]
- 挑戦者：川﨑樹音、細田羅夢、伊藤元太
- 第1問：おすしやお弁当についてる葉っぱみたいなものをなんという?
- 第2問：自分の力だけでイスに座っている人を立たせないようにするには?

### セナコロシアム

#### 概要
丸山瀬南扮する『キングセナ』が、他のてれび戦士相手に様々なゲームを行うが、全てが自分有利なルールを元にして行う。時々、あまりに不利な展開になると、勝手にルールを自分有利な方向になるように変更することもある。尚、コーナー開始時点で既に、お手製の金メダルを首にかけている。中村あやのとの対戦時に、箸を使った｢豆移し｣競争で彼女よりも大きい豆を使用したものの、それが災いしたのか、滑ってつかめずに、1個差で負けてしまう。その為、｢僕の金メダル、本当にあげちゃうの？｣と本気でへこんでいた。合言葉は、「僕がルールブックですから！」。
- ディレクター：丸山瀬南
- キングセナ：丸山瀬南
- 審判：安田大サーカス

#### 第1回
- 放送日
  - 2008年09月17日 水曜 [100]
  - 2008年11月06日 木曜 [101]
  - 2009年03月18日 水曜 [102]
- 競技：30秒腕立て伏せ

| 試合     | てれび戦士 | 記録 |
| -------- | ---------- | ---- |
| 第一回戦 | 川﨑樹音   | 11回 |
| 第一回戦 | 重本ことり | 13回 |
| 第一回戦 | 笠原拓巳   | 21回 |
| 決勝戦   | 笠原拓巳   | 33回 |
| 決勝戦   | 丸山瀬南   | 43回 |

#### 第2回
- 本放送：2009年2月10日 火曜 [98]
- 再放送：2009年3月11日 水曜 [99]
- 競技：30秒豆はこび

| 試合     | てれび戦士 | 記録 |
| -------- | ---------- | ---- |
| 第一回戦 | 中村あやの | 11コ |
| 第一回戦 | 小関裕太   | 08コ |
| 第一回戦 | 山田樹里亜 | 05コ |
| 決勝戦   | 中村あやの | 05コ |
| 決勝戦   | 丸山瀬南   | 02コ |

### 大喜利写真館
ツッコミ王を自称する千葉一磨が、視聴者から公募した写真に独自のツッコミを入れるのが主な目的。これ以外にも、視聴者から寄せられた写真を元にして、同コーナーに出演したてれび戦士の中から1名を指名する。指名されたてれび戦士は、その写真にボケを入れる。そのボケに対して、ツッコミを入れることも行う。同コーナーのメインは自称ツッコミ王の千葉一磨であるが、挑戦者として細田羅夢扮する『ラ・ムー』というキャラが登場し、王座をかけて戦う。一応顔は隠してはいるものの、スタジオ衣装で参加しているため、顔隠しの意味が無い。
- ディレクター：千葉一磨
- ツッコミチャンピオン：千葉一磨
- ラ・ムー：細田羅夢
- 司会：団長
- 審判：HIRO、クロちゃん
- ボケ：川﨑樹音、小関裕太、藤井千帆、島田翼
- 本放送：2009年2月11日 水曜 [103]
- 再放送：2009年3月11日 水曜 [99]

## 天てれツアー旅ッQ

### 概要
2007年5月15日 - 2009年1月20日に放送。1か月に1度、火曜日に放送された。毎回3人のてれび戦士がプレーヤーとなり、とある県に行き、その県に関するいくつかのヒントから、最終的なゴールを目指す。最初に手渡されたヒントを解くと、2つ目のヒントがある場所が記されている。最後はその県に関する物を作ったりする。

### 放送日程
1. 2007年05月15日 埼玉県加須市
2. 2007年06月19日 神奈川県小田原市
3. 2007年09月11日 静岡県浜松市
4. 2007年10月09日 東京都大田区
5. 2007年11月13日 石川県金沢市
6. 2008年01月07日 お正月スペシャル!全国縦断
7. 2008年04月15日 広島県広島市・廿日市市
8. 2008年05月20日 埼玉県春日部市
9. 2008年06月24日 東京都江戸川区
10. 2008年09月23日 長野県松本市
11. 2008年10月21日 神奈川県横浜市
12. 2008年12月03日 東京都新宿区・渋谷区
13. 2009年01月20日 群馬県渋川市

### 埼玉県加須市
- 本放送：2007年05月15日 火曜 [104]
- 再放送：2007年06月05日 火曜 [105]
- てれび戦士：日向滉一､小関裕太､荒木次元
- 埼玉県加須市
  - 加須駅
  - 埼玉県水産研究所
  - 橋本弥喜智商店
- 答え：こいのぼり

### 神奈川県小田原市
- 本放送：2007年06月19日 火曜 [106]
- 再放送：2007年07月09日 月曜 [107]
- 再放送：2008年02月18日 月曜 [108]
- てれび戦士：細田羅夢､渡邉聖斗､鍋本帆乃香
- 神奈川県小田原市
  - 小田原かまぼこ通り
  - 小田原漁港
  - めだかの学校
  - 柏木美術鋳物研究所
- 答え：風鈴

### 静岡県浜松市
- 本放送：2007年09月11日 火曜 [109]
- 再放送：2007年12月10日 月曜 [110]
- てれび戦士：木村遼希､長谷川あかり､吉野翔太
- 静岡県浜松市
  - 浜松駅
  - 浜松市楽器博物館
  - 竜ヶ岩洞
  - 中田島砂丘
  - 浜松まつり会館
- 答え：凧

### 東京都大田区
- 本放送：2007年10月09日 火曜 [111]
- 再放送：2007年12月13日 木曜 [112]
- てれび戦士：藤田ライアン､細川藍､丸山瀬南
- 東京都大田区
  - 大田市場
  - 池上本門寺
  - 萩中公園
  - 北嶋絞製作所
- 答え：じょうご

### 石川県金沢市
- 本放送：2007年11月13日 火曜 [113]
- 再放送：2007年12月20日 木曜 [114]
- てれび戦士：川﨑樹音､藤井千帆､鍋本帆乃香
- 石川県金沢市
  - 金沢駅鼓門
  - ひがし茶屋街
  - 梅ノ橋
  - 近江町市場
  - 石川県金沢港大野からくり記念館
- 答え：手まり

### お正月スペシャル!全国縦断

#### 概要
- 本放送：2008年01月07日 月曜 [115]
- 再放送：2008年02月04日 月曜 [116]
- 答え：お雑煮
- ゴール：東京都台東区浅草 浅草寺雷門

#### 1組目 北海道→浅草
- てれび戦士：千秋レイシー、藤井千帆、メロディー・チューバック

| 市町村       | 場所                               | アイテム |
| ------------ | ---------------------------------- | -------- |
| 北海道札幌市 | 大倉山ジャンプ競技場               |          |
| 北海道札幌市 | 札幌ウィンタースポーツミュージアム |          |
| 北海道小樽市 | 流氷凍れ館                         |          |
| 北海道小樽市 | 北一ヴェネツィア美術館             | 昆布     |
| 岩手県雫石町 | 小岩井農場                         | クルミ   |

#### 2組目 福岡県→浅草
- てれび戦士：渡邊エリー、笠原拓巳、松尾瑠璃

| 市町村       | 場所           | アイテム   |
| ------------ | -------------- | ---------- |
| 福岡県福岡市 | 福岡ドーム     |            |
| 福岡県福岡市 | 西新中央商店街 |            |
| 福岡県福岡市 | 櫛田神社       |            |
| 福岡県福岡市 | 福岡タワー     | アゴ       |
| 島根県出雲市 | 宍道湖         |            |
| 島根県出雲市 | 一畑薬師       | 十六島海苔 |

#### 3組目 香川県→浅草
- てれび戦士：藤田ライアン、加藤ジーナ、鍋本帆乃香

| 市町村         | 場所               | アイテム |
| -------------- | ------------------ | -------- |
| 香川県高松市   | 五色台             |          |
| 香川県小豆島町 | 小豆島オリーブ公園 | あんこ   |
| 奈良県奈良市   | 奈良公園           |          |
| 奈良県桜井市   | 談山神社           | きなこ   |

### 広島県広島市・廿日市市
- 本放送：2008年04月15日 火曜 [117]
- 再放送：2008年05月01日 木曜 [118]
- てれび戦士：藤井千帆、鍋本帆乃香、水本凜
- 答え：けん玉

| 広島県   | 場所             | アイテム |
| -------- | ---------------- | -------- |
| 広島市   | 広島市民球場     | 皿胴     |
| 廿日市市 | 厳島神社大鳥居   | 糸       |
| 廿日市市 | 地御前           | 玉とけん |
| 廿日市市 | 木材利用センター |          |

### 埼玉県春日部市
- 本放送：2008年05月20日 火曜 [119]
- 再放送：2008年06月05日 木曜 [120]
- てれび戦士：長谷川あかり、千葉一磨、吉野翔太
- 埼玉県春日部市
  - 古利根公園橋
  - 首都外郭放水路 地底探検ミュージアム龍Q館
  - 牛島の藤
  - 田中帽子店
- 答え：麦わら帽子

### 東京都江戸川区
- 本放送：2008年06月24日 火曜 [121]
- 再放送：2008年07月10日 木曜 [122]
- てれび戦士：川﨑樹音、渡邉聖斗、伊藤元太
- 東京都江戸川区
  - 葛西臨海公園駅
  - 葛西臨海水族園
  - 地下鉄博物館
  - 一之江名主屋敷
  - 篠原風鈴本舗
- 答え：江戸風鈴

### 長野県松本市
- 放送日：2008年09月23日 火曜 [123]
- てれび戦士：武田聖夜、山田樹里亜、メロディー・チューバック
- 長野県松本市
  - 松本城
  - アルプス公園 松本市山と自然博物館
  - 松本市歴史の里
  - フジゲン
- 答え：ギター

### 神奈川県横浜市
- 放送日：2008年10月21日 火曜 [124]
- てれび戦士：渡邉聖斗、丸山瀬南、中村あやの
- 神奈川県横浜市
  - 横浜中華街
  - 横浜ベイブリッジ
  - 日本丸メモリアルパーク
  - 横浜山手テニス発祥記念館
  - 日本新聞博物館
- 答え：新聞

### 東京都新宿区・渋谷区
- 放送日：2008年12月03日 火曜 [125]
- てれび戦士：長谷川あかり、島田翼、重本ことり
- 東京都新宿区
  - 大日本印刷 本社屋上庭園
  - 秩父宮記念スポーツ博物館
- 東京都渋谷区
  - 代々木ポニー公園
  - プーク人形劇場
- 答え：あやつり人形

### 群馬県渋川市
- 放送日：2009年01月20日 火曜 [94]
- てれび戦士：加藤ジーナ、メロディー・チューバック、ミッチェル・ベンジャミン
- 群馬県渋川市
  - 伊香保温泉
  - 上三原田の歌舞伎舞台
  - 棚下不動の滝
- 答え：こんにゃく

## おたより紹介しようかい!
2007年4月10日 - 2009年2月23日に放送。安田大サーカスの3人を司会に、毎回4人の戦士が登場する。1人の戦士が視聴者からの投稿文を読み、質問に1人ずつ回答する。てれび戦士の中で誰か1人、お便りが紹介される前におかしな行動をとり、司会者に何をしているのか問いただされることがある。最後に団長が指示したことをランダムに当てられた1人のてれび戦士が物真似等を行う。

### 2007年度
| 放送日          | おたより / てれび戦士                                                                               |
| --------------- | --------------------------------------------------------------------------------------------------- |
| 2007年 04月10日 | 友達を作るときのしゃべり方は?細川藍、鍋本帆乃香、松尾瑠璃、笠原拓巳                                 |
| 2007年 04月11日 | 朝起きたら まず何をする?川﨑樹音、松尾瑠璃、丸山瀬南、細田羅夢                                      |
| 2007年 04月17日 | 最高の「かわいい&かっこいい」ポーズは?小関裕太、丸山瀬南、細田羅夢、渡邊エリー                      |
| 2007年 04月18日 | いちばん絵がうまいのはだれ?長谷川あかり、鍋本帆乃香、松尾瑠璃、笠原拓巳                             |
| 2007年 05月08日 | 「ありがとう」以外の感謝のことばは?小関裕太、渡邉聖斗、荒木次元、加藤ジーナ                         |
| 2007年 05月09日 | わすれものを少なくするコツは?加藤ジーナ、渡邉聖斗、荒木次元、鍋本帆乃香                             |
| 2007年 05月16日 | いちばん体がやわらかいのは誰?日向滉一、松尾瑠璃、渡邉聖斗、木内梨生奈                               |
| 2007年 05月22日 | いちばん好きなのは何月?千秋レイシー、メロディー・チューバック、鍋本帆乃香、ミッチェル・ベンジャミン |
| 2007年 05月23日 | 写真うつりのよくなるコツは?藤井千帆、メロディー・チューバック、松尾瑠璃、千秋レイシー               |
| 2007年 06月12日 | 緊張しない方法は?木内梨生奈、メロディー・チューバック、松尾瑠璃、ミッチェル・ベンジャミン           |
| 2007年 06月13日 | 胸キュンポーズが見たい!藤井千帆、木村遼希、渡邉聖斗、渡邊エリー                                     |
| 2007年 06月19日 | オバケやしきに入れる?鍋本帆乃香、日向滉一、川﨑樹音、松尾瑠璃                                       |
| 2007年 06月20日 | 宿題はいつやるの?メロディー・チューバック、細川藍、藤井千帆、木村遼希                               |
| 2007年 06月27日 | 自分の服のお気にいりのポイントは?川﨑樹音、渡邉聖斗、藤井千帆、メロディー・チューバック             |
| 2007年 07月12日 | 授業中 手をあげられる?ミッチェル・ベンジャミン、渡邊エリー、日向滉一、鍋本帆乃香                    |
| 2007年 09月10日 | 住んでみたい場所は?松尾瑠璃、ミッチェル・ベンジャミン、藤井千帆、細川藍                             |
| 2007年 09月10日 | 疲れたとき どうする?丸山瀬南、細田羅夢、長谷川あかり、藤田ライアン                                  |
| 2007年 09月11日 | 朝登校するとき何を考えてる?藤井千帆、荒木次元、千葉一磨、細川藍                                     |
| 2007年 09月12日 | 夜寝る前にすることは何?細田羅夢、木村遼希、笠原拓巳、藤井千帆                                       |
| 2007年 09月18日 | 最近発見したことは?加藤ジーナ、木内梨生奈、長谷川あかり、千葉一磨                                   |
| 2007年 09月19日 | いちばん恥ずかしかったことは?荒木次元、木内梨生奈、笠原拓巳、藤田ライアン                           |
| 2007年 10月09日 | 好きなことばは何?丸山瀬南、加藤ジーナ、木村遼希、細川藍                                             |
| 2007年 10月10日 | 自分のどんなところが好き?藤井千帆、千秋レイシー、千葉一磨、日向滉一                                 |
| 2007年 10月15日 | イライラしたとき、どう気分転換しますか?小関裕太、木内梨生奈、木村遼希、荒木次元                     |
| 2007年 10月16日 | コレクションしているものはありますか?日向滉一、千葉一磨、木村遼希、笠原拓巳                         |
| 2007年 10月17日 | おばけやしきで勇気を出すには?松尾瑠璃、藤井千帆、鍋本帆乃香、木内梨生奈                             |
| 2007年 10月22日 | 何色が好きですか?荒木次元、小関裕太、木内梨生奈、ミッチェル・ベンジャミン                           |
| 2007年 10月24日 | いちばん字が上手な人は誰?木村遼希、千秋レイシー、木内梨生奈、日向滉一                               |
| 2007年 11月13日 | 他のてれび戦士と入れかわるとしたら誰?藤井千帆、松尾瑠璃、千秋レイシー、鍋本帆乃香                   |
| 2007年 11月14日 | 世界一大切なものは何?千葉一磨、小関裕太、藤井千帆、笠原拓巳                                         |
| 2007年 11月19日 | 行ってみたい国はどこ?鍋本帆乃香、松尾瑠璃、ミッチェル・ベンジャミン、荒木次元                       |
| 2007年 11月20日 | カマずにしゃべる方法は?木内梨生奈、木村遼希、荒木次元、千葉一磨                                     |
| 2007年 11月21日 | 自分を動物にたとえると?丸山瀬南、細田羅夢、松尾瑠璃、藤田ライアン                                   |
| 2007年 11月28日 | 授業中に眠くなったらどうする?千秋レイシー、加藤ジーナ、荒木次元、木内梨生奈                         |
| 2008年 01月16日 | 1日に鏡を見る回数は?藤田ライアン、ミッチェル・ベンジャミン、細川藍、笠原拓巳                        |
| 2008年 01月22日 | 苦手なことは?日向滉一、長谷川あかり、丸山瀬南、藤田ライアン                                         |
| 2008年 01月23日 | 最近一番怒ったエピソードは?丸山瀬南、細川藍、千葉一磨、川﨑樹音                                     |
| 2008年 03月10日 | 朝、どうやって起きる?荒木次元、細田羅夢、松尾瑠璃、千秋レイシー                                     |
| 2008年 03月10日 | さいきん体験した新しいであいは?笠原拓巳、丸山瀬南、細川藍、加藤ジーナ                               |
| 2008年 03月11日 | 好きな人ができたらどんなアピールをする?渡邊エリー、藤田ライアン、吉野翔太、川﨑樹音                 |

### 2008年度
| 放送日          | おたより / てれび戦士                                                                        |
| --------------- | -------------------------------------------------------------------------------------------- |
| 2008年 04月08日 | 学校から帰ってきて最初にすることは?荒木次元、加藤ジーナ、小関裕太、千葉一磨                  |
| 2008年 04月09日 | 家で一番落ち着く場所は?細田羅夢、加藤ジーナ、中村あやの、丸山瀬南                            |
| 2008年 04月23日 | 席替え、前がいい?後ろがいい?川﨑樹音、渡邉聖斗、荒木次元、ミッチェル・ベンジャミン           |
| 2008年 04月29日 | 好きなオニギリの具は?木村遼、中村あやの、長谷川あかり、千葉一磨                              |
| 2008年 04月29日 | 写真うつりをよくするには?丸山瀬南、ミッチェル・ベンジャミン、細田羅夢、長谷川あかり          |
| 2008年 04月30日 | 家族旅行で一番楽しかった所は?水本凜、ミッチェル・ベンジャミン、木村遼、山田樹里亜            |
| 2008年 05月05日 | 最近「よっしゃー」と思ったことは?長谷川あかり、笠原拓巳、小関裕太、渡邉聖斗                  |
| 2008年 05月06日 | 好きな食べ物は先に食べる?後に食べる?丸山瀬南、渡邉聖斗、小関裕太、吉野翔太                   |
| 2008年 05月13日 | お母さんに謝りたいことは?小関裕太、笠原拓巳、渡邉聖斗、加藤ジーナ                            |
| 2008年 05月28日 | どうしていつもハイテンション?細田羅夢、長谷川あかり、重本ことり、加藤ジーナ                  |
| 2008年 06月11日 | 自分の性格の直したいところは?渡邉聖斗、重本ことり、加藤ジーナ、丸山瀬南                      |
| 2008年 07月07日 | 夏休みの宿題は先にやる?後にやる?吉野翔太、丸山瀬南、小関裕太、細田羅夢                       |
| 2008年 09月08日 | 自分を虫に例えるとどんな虫?長谷川あかり、水本凜、川﨑樹音、渡邉聖斗                          |
| 2008年 09月09日 | お手伝いでたのしいことは?加藤ジーナ、細田羅夢、長谷川あかり、吉野翔太                        |
| 2008年 09月10日 | 疲れた時何を食べる?小関裕太、笠原拓巳、重本ことり、吉野翔太                                  |
| 2008年 09月15日 | 寝る前にいつもすることは?渡邉聖斗、長谷川あかり、武田聖夜、笠原拓巳                          |
| 2008年 09月22日 | 好きな犬の種類は?小関裕太、笠原拓巳、細田羅夢、丸山瀬南                                      |
| 2008年 09月23日 | 好きな果物は?重本ことり、細田羅夢、笠原拓巳、長谷川あかり                                    |
| 2008年 09月24日 | 好きな数字は?渡邉聖斗、丸山瀬南、長谷川あかり、吉野翔太                                      |
| 2008年 10月06日 | テンションMAXだったのはどんなとき?メロディー・チューバック、千葉一磨、川﨑樹音、吉野翔太     |
| 2008年 10月07日 | 自分の良いところは?田中理来、丸山瀬南、中村あやの、千葉一磨                                  |
| 2008年 10月08日 | 最近すごく感動した出来事は?荒木次元、丸山瀬南、重本ことり、藤井千帆                          |
| 2008年 10月13日 | 芸名をつけるとしたら?渡邉聖斗、小関裕太、加藤ジーナ、吉野翔太                                |
| 2008年 10月14日 | 写真に写るときの決めポーズは?島田翼、山田樹里亜、田中理来、重本ことり                        |
| 2008年 10月15日 | どんなとき幸せだなと思う?長谷川あかり、ミッチェル・ベンジャミン、笠原拓巳、吉野翔太          |
| 2008年 10月27日 | みんなにとってはどんな秋?島田翼、中村あやの、鍋本帆乃香、加藤ジーナ                          |
| 2008年 10月28日 | 最近お母さんに褒められたことは?山田樹里亜、木村遼、鍋本帆乃香、荒木次元                      |
| 2008年 10月29日 | てれび戦士の中で入れかわるとしたら誰?武田聖夜、水本凜、伊藤元太、加藤ジーナ                  |
| 2008年 11月10日 | 最近初めて知った大発見とは?細田羅夢、伊藤元太、中村あやの、島田翼                            |
| 2008年 11月11日 | 一番好きな教科は?どんなところが好き?加藤ジーナ、木村遼、鍋本帆乃香、ミッチェル・ベンジャミン |
| 2008年 11月12日 | 朗読でどうすれば大声が出せますか?小関裕太、吉野翔太、島田翼、千葉一磨                        |
| 2008年 11月17日 | 好きな人から優しくされたら?水本凜、細田羅夢、藤井千帆、小関裕太                              |
| 2008年 11月18日 | 好きなことわざは?吉野翔太、山田樹里亜、島田翼、藤井千帆                                      |
| 2008年 11月19日 | 変顔が見たい!藤井千帆、千葉一磨、川﨑樹音、吉野翔太                                          |
| 2008年 11月26日 | プレゼントはいつ見る?すぐ?後でこっそり?渡邉聖斗、藤井千帆、伊藤元太、小関裕太                |
| 2008年 12月01日 | 時間を守るコツは?伊藤元太、川﨑樹音、渡邉聖斗、島田翼                                        |
| 2008年 12月02日 | 1位になったことは?島田翼、細田羅夢、渡邉聖斗、伊藤元太                                       |
| 2008年 12月03日 | 「あぁ〜失敗した」というエピソードは?川﨑樹音、小関裕太、メロディー・チューバック、渡邉聖斗  |
| 2009年 01月05日 | 得意な料理は?川﨑樹音、小関裕太、細田羅夢、藤井千帆                                          |
| 2009年 01月07日 | 自信のある早口言葉をやって!千葉一磨、鍋本帆乃香、伊藤元太、笠原拓巳                          |
| 2009年 01月12日 | 勉強する気になれないとき、どうしている?川﨑樹音、吉野翔太、武田聖夜、中村あやの              |
| 2009年 01月14日 | 自分を動物にたとえると?山田樹里亜、加藤ジーナ、藤井千帆、武田聖夜                            |
| 2009年 01月26日 | みんなのこだわりは何?鍋本帆乃香、重本ことり、加藤ジーナ、島田翼                              |
| 2009年 01月28日 | 名前の由来は?藤井千帆、川﨑樹音、武田聖夜、重本ことり                                        |
| 2009年 02月09日 | いちばんテンションが下がったときは?鍋本帆乃香、伊藤元太、小関裕太、笠原拓巳                  |
| 2009年 02月10日 | 好きな曜日は何曜日?伊藤元太、千葉一磨、鍋本帆乃香、小関裕太                                  |
| 2009年 02月11日 | 学校で好きな行事は何?メロディー・チューバック、木村遼、山田樹里亜、千葉一磨                  |
| 2009年 02月16日 | 叱られて落ち込んだ時何をする?小関裕太、メロディー・チューバック、伊藤元太、千葉一磨          |
| 2009年 02月17日 | 「自分って天才?」と思ったときは?小関裕太、千葉一磨、笠原拓巳、伊藤元太                       |
| 2009年 02月18日 | 給食で一番好きなものは?メロディー・チューバック、中村あやの、木村遼、笠原拓巳                |
| 2009年 02月23日 | 最近「エコだな」と思ったことは?笠原拓巳、山田樹里亜、中村あやの、小関裕太                    |

## 2008年度 短期企画
| 2008年        | 企画                                                        | 脚注    |
| ------------- | ----------------------------------------------------------- | ------- |
| 03月31日 月曜 | 新ナンダーMAXへようこそ!                                    | [ 126 ] |
| 04月01日 火曜 | もんじ杯争奪 新人戦士選手権!!                               | [ 127 ] |
| 04月02日 火曜 | チームトーク                                                | [ 128 ] |
| 09月01日 月曜 | 天てれ夏合宿2008 盆おどり復活大作戦 前編                    | [ 129 ] |
| 09月02日 火曜 | 天てれ夏合宿2008 盆おどり復活大作戦 後編                    | [ 130 ] |
| 09月03日 水曜 | 夏休みスポーツスペシャル フライングシューター               | [ 131 ] |
| 09月15日 水曜 | サヨナラ生放送〜てれび戦士の決断〜 舞台の裏側全部見せます!! | [ 96 ]  |
| 2009年        | 企画                                                        | 脚注    |
| 02月25日 水曜 | ナンデミー賞授賞式                                          | [ 132 ] |
| 03月02日 月曜 | ナンデミー賞授賞式                                          | [ 133 ] |
| 03月02日 月曜 | 天てれ大運動会 1日目                                        | [ 133 ] |
| 03月03日 火曜 | ナンデミー賞授賞式                                          | [ 134 ] |
| 03月03日 火曜 | 天てれ大運動会 2日目                                        | [ 134 ] |
| 03月04日 水曜 | ナンデミー賞授賞式                                          | [ 135 ] |
| 03月04日 水曜 | 天てれ大運動会 3日目                                        | [ 135 ] |
| 03月26日 木曜 | 2008年度最終回 卒業挨拶                                     | [ 136 ] |

## MAXバッジ争奪 ゲームバトル
| 年度別 | 2007 - 2008 - 2009 |

2008年度に放送されたCGスタジオゲームコーナー。

### 概要
フージャ・ミナリカ・ドリックの中から、てれび戦士がランダムで1チーム3人ずつ、チームのリーダーである安田大サーカスの3人が出演する。なお、出演するてれび戦士は、ゲームバトルを放送する週ごとに交代するが、月-水まで同じてれび戦士が登場する（例外あり）。m-istの3人は、それぞれのチームに加入した後の2008年6月30日放送分の「旅たびタイムマシン」から登場。
月曜日放送の「旅たびタイムマシン」のみスタジオ衣裳での収録となるが、「連想ゲーム トリオdeQ」でも放送開始当初は全員スタジオ衣裳での収録だった。同ゲームバトルの2008年度の最終の放送週（2009年2月23日-25日）のみ、全てれび戦士が集結した。月曜日のみ島田翼が欠席している。通常は各放送週で優勝したチームにはバッジが1個進呈されたが、最終放送週間のみクジ引きでバッジ進呈数が決まり、ミナリカが優勝した。

### 旅たびタイムマシン
月曜日に放送。プッカリーノ左手前の人工島のナンダーMAX屋外運動場で行う。
フージャ・ミナリカ・ドリックが、クイズなどに答えながら、すごろくの要領で進んでいく（クイズの成績1位は3マス、2位は2マス進み、3位は進めない）。ただし、各チーム1度だけ「位置換え水晶」というアイテムを使い、トップのチームと位置を入れ替えることが可能。2チームがクイズで対決し、使用宣告したチームが勝つと位置が入れ替わるが、指名されたチームが勝つと「位置換え失敗」となり位置はそのままで対決が終わる。1度使用するともう使えない為、使用する場合は状況を見極める必要がある。ゲームは、お題のパネルをチーム毎に指名するが、放送開始当初は代表1名がパネルの種類を口頭で述べるだけであったが、後に、安田大サーカスのリーダー1人含めた4人全員が、パネルのランク（AからCまで全3種類※ただし、位置換えはB～Cまでの2・3種類、知力はFまでの6種類）のアルファベットを体で表現しながら、パネルを指名する方式に変わっている。お題パネルには、「体力」「知力」「チーム力」の3種類がある。
空缶積み
チーム4人全員参加。1人1本ずつ立てて、15秒以内で積んだ本数を競う。最終放送回ではチーム全員参加。1人1本ずつ立てて、15秒以内で積んだ本数を競う。
風船割り
チームの代表1名が参加。チームカラーの色(フージャ＝緑、ドリック＝黄、ミナリカ＝赤)が入った風船が割れるまでの時間を競う。これは、フージャの長谷川あかりが得意としているが、これにミナリカの武田聖夜がライバル視していた。
和紙キャッチ
チームの代表1名が参加。スタジオの天井から一斉に降ってくる和紙を取り、獲得枚数で競う。なお、紙風船を獲得すると5枚分のボーナスが追加される。これで、ドリックの藤井千帆が19枚獲得したことがあり、獲得枚数発表時に早回し再生したことがある。
変装
チームの代表1名が参加。用意される変装用の小道具は、季節によって代わる。小道具類は一箇所ではなく、一定の場所に1つずつ置いてあるため、走りながら衣装を付け、全て完璧に着け終わった時点でのタイムを競う。
ピンポン玉お箸リレー
チーム4人全員参加。参加メンバーが一列に横並びし、一番右はリーダー。リーダーが自分の籠にピンポン玉を入れた時点での速さを競う。これは、フージャが得意としている。
ジェスチャークイズ
チームの代表1名が台の上に乗り、お題をジェスチャーで味方に伝え、お題のキーワードを答えた時点でのタイムを競う。
ふ〜ふ〜散り紙
チーム全員参加。全チーム共、代表1名が散り紙を自分の口の息で浮かし、それを周りの人が補助する役割をしていた。
なぞなぞ
チーム内で分かったら解答ボタンを押し（先着順）、順番が周ってきたらメガホン型マイク（他のチームに聞こえない）に答えを言う。
数字クイズ
正解の数字になるまで中央のボタンを連打し（1回押す度に1増加、減らす事はできない）、正解の数字になったら向かって左側のボタンを押す（不正解だと0にリセットされる）。
合成写真
位置換えで出題、てれび戦士の2人を合成した写真を見て、誰と誰が合成した写真か解答する。なお、一部メンバーは応援側に廻っていた。また、進んでいくコースは東海道やアメリカ横断など、旅に見立てている。最終放送週のみ、日本からアメリカ大陸への横断と、太平洋をまたいだ長旅となった。これに伴って、旅の通過箇所が1.5倍（10箇所→15箇所）に増えている。1位でゴールすると3ポイント、2位では2ポイント、3位で1ポイント獲得出来る。

### ランキングピンボール
火曜日に放送。
視聴者に事前にとったアンケートを元に作られたランキングで、各チーム指名された1名の戦士の順位が何位かを3択で出題。順位を予想する。指名された戦士が乗り物に乗ってピンボールの玉となり、ピンボールをする。ピンボールの最後は出題された選択肢のエリアにそれぞれなっており、答えるチームは正解だと思う選択肢のエリアにボールを入れる。実際にピンボールを行う際は、指名戦士が乗ったボールの進路を阻止する「おじゃま」が答えるチーム以外から2人ずつ出される。しかし、指名戦士がいるチームは、ボールをリーダーである安田大サーカスのメンバーと他の1名の戦士がスタート地点からボールを押す。1チーム4人の為、おじゃまが変更した進路を予想順位へ修正する役割は1名のみとなる。最初に予想した順位が合っていれば1ポイント獲得、ピンボールで正解のランクゾーンに入れば2ポイント獲得出来る。1回の放送につき3ゲームある。通常の放送週では、全24人分のランキングから上位9人分のみを正解発表時に一斉発表するが、最終放送週（2009年2月24日）のみ特別に全24人分のランキングが下位14人分と上位10人分に分けて一斉発表された。

### 連結ことばトル
水曜日に放送。
5×5マスのフィールド（25(ニコ)フィールドと呼ばれる）上で、テーマに沿った言葉を言い、その言葉の文字数だけマスを縦もしくは横方向に進んでいく。同じチームの3人で縦横斜めのいずれでも一直線に並んだ（3連結をした）チームが勝ちで、3ポイントを獲得出来る。ただし、テーマに沿った言葉を答えられなかったり、他の人でふさがって言った文字数進めなかった場合はスタート地点まで戻らなければならない。また、進む場所がない場合はその場に静止する。なお、回答する順番は、クジ引きではなく、月曜日と火曜日のポイント累計が多い順で行い、火曜日の時点で3位チームが1番目、2位チームは2番目、1位チームは最後となる。2008年10月15日放送分をもって終了。

### 連想ゲーム トリオdeQ
水曜日に放送。2008年10月29日から開始。
3チームの代表者各1名が協力し、題目に沿ってヒントを出し、残りの戦士がそれを当てるゲーム。第1ヒントは「シルエットヒント」で、障子の中で代表者が組んで題目の形を作り、それを影絵にして当てる。早押しで、各チーム解答権は1回ずつである。第2ヒントは「楽器ヒント」で、代表者は題目の発する音や、題目の文字数を楽器を使い提示する。ここでは早押しではなく、解答者はパネルに答えを書く。第3ヒントは、「イラストヒント」で、代表者は協力して15秒以内に題目の絵を描く。15秒後にふすまが閉まり、そこから解答者は早押しで答える。1回の放送につき2ゲームあり、1度正解すると3ポイントを獲得することができる。2008年度最終放送週（2009年2月25日）のみ、てれび戦士ではなく安田大サーカスの3人がヒント出題者として参加している。

## 天てれミッション 2008年度
| 年度別 | 2005 - 2006 - 2007 - 2008 |

2008年度の火曜日に放送。てれび戦士が大人になるためにさまざまなミッションにチャレンジをする。

### 放送日程
| 初回放送日     | ミッション                                    |
| -------------- | --------------------------------------------- |
| 2008年04月22日 | ちょっと変わったブーメラン作りに挑戦          |
| 2008年05月06日 | リサイクル楽器でリサイタル                    |
| 2008年05月27日 | 3日間で20秒のクレイアニメーションを完成させる |
| 2008年06月10日 | 忍者の技を習得                                |
| 2008年09月09日 | たらいこぎ選手権                              |
| 2008年10月07日 | 広島県のゲタの町へゴー!                       |
| 2008年11月11日 | フライフィッシングに挑戦                      |
| 2009年01月06日 | 3日間でポニーを乗りこなせ!                    |

### ブーメラン
- ミッション：ちょっと変わったブーメラン作りに挑戦
- 内容：「今年の目標をあらわす一文字」ブーメランを作成
- 放送日：2008年04月22日 火曜 [137]
- 指導：先光吉信

| てれび戦士 | 作品 |
| ---------- | ---- |
| 荒木次元   | 大   |
| 重本ことり | 女   |
| 丸山瀬南   | 早   |

### リサイクル楽器
- ミッション：リサイクル楽器でリサイタル
- 放送日
  - 本放送：2008年05月06日 火曜 [138]
  - 再放送：2008年06月04日 水曜 [139]
- 場所：兵庫県丹波市青垣町
- 指導：足立晃一郎
- てれび戦士：藤井千帆、渡邉聖斗、木村遼

### クレイアニメーション
- ミッション：3日間で20秒のクレイアニメーションを完成させる
- 放送日
  - 本放送：2008年05月27日 火曜 [140]
  - 再放送：2008年08月06日 水曜 [141]
- 指導：船本恵太
- てれび戦士：加藤ジーナ、鍋本帆乃香、水本凜

### 忍者
- ミッション：忍者の技を習得
- 放送日：2008年06月10日 火曜 [142]
- 場所：滋賀県甲賀市 甲賀の里忍術村
- 指導：柚木俊一郎
- てれび戦士：吉野翔太 、丸山瀬南、ミッチェル・ベンジャミン

### たらいこぎ選手権
- ミッション：たらいこぎ選手権
- 放送日
  - 本放送：2008年09月09日 火曜 [91]
  - 再放送：2008年09月30日 火曜 [143]
- 指導：笹勝也

大会
- 日時：2008年8月16日 土曜10:00
- 場所：秋田県横手市増田町
- 名称：第22回全日本元祖たらいこぎ選手権大会「たらいこぎ祭り」
- 部門：たらいこぎ子供部門 直線42.195mタイムレース

| てれび戦士 | 記録      | 順位 |
| ---------- | --------- | ---- |
| ※優勝      | 2分59秒59 | 1位  |
| 加藤ジーナ | 3分03秒68 | 2位  |
| 荒木次元   | 3分21秒29 | 3位  |
| 吉野翔太   | 3分21秒80 |      |

### ゲタ飛ばし
- ミッション：広島県のゲタの町へゴー!
- 内容：天てれ杯ゲタリンピック
- 放送日：2008年10月07日 火曜 [144]
- 場所：広島県福山市松永町 福山市立東村小学校
- 指導：坂田優樹
- てれび戦士：武田聖夜、島田翼、メロディー・チューバック、田中理来、中村あやの

### フライフィッシング
- ミッション：フライフィッシングに挑戦
- 放送日：2008年11月11日 火曜 [145]
- 場所：群馬県多野郡神流町 船子川
- 指導：里見栄正
- てれび戦士：渡邉聖斗、丸山瀬南、鍋本帆乃香

### ポニー乗馬
- ミッション：3日間でポニーを乗りこなせ!
- 放送日：2009年01月06日 火曜 [146]
- 場所：長野県上伊那郡箕輪町 パカパカ塾
- 指導：春日幸雄
- てれび戦士：川﨑樹音、加藤ジーナ、荒木次元

## 熱血!!漫才部
2008年度。「天てれ部活動」第5弾。活動内容は漫才「M-1グランプリ2008」。
コーナーロゴに「天てれ」の文字はない。

### 出演者
- 講師 - 徳田神也
- 部員 - 千葉一磨、笠原拓巳

### 放送日程
2008年度後期の火曜日に放送。
1. 2008年10月14日 [147]
2. 2008年10月28日 [148]
3. 2008年11月18日 [149]
4. 2008年12月02日 [150]
5. 2009年01月13日 [151]

### スペシャル
- 放送日：2009年1月27日 火曜 [152]

## どこでも行きマウス!チュー太郎
2008年度1学期の水曜日に放送。
てれび戦士の悩みを解決するためチュー太郎（団長）が悩みを解決する事ができる年代に行きその悩みを解決する助っ人をよび悩みを解決していくコーナー。
| 2008年  | テーマ   | 伝道師   | 注釈      | 出典    |
| ------- | -------- | -------- | --------- | ------- |
| 4月09日 | 暗記術   | 原口證   | [ 注 9 ]  | [ 153 ] |
| 5月14日 | マジック | RYOTA    | [ 注 10 ] | [ 154 ] |
| 6月18日 | 笑い     | 木村洋二 | [ 注 11 ] | [ 155 ] |

## 未来レスキュー作戦会議
2008年度の水曜日に放送。あべこうじを司会に迎えて、数名の戦士が視聴者から送られる投稿を元に、「賛成」か「反対」かを討論する。このコーナーでは、スタジオ衣裳ではなくコーナー特製の服とヘルメットを装着しての収録となる。服とヘルメットは、所属するチームのロゴマークとチームカラーが入っている。あべが投稿内容を紹介する時には、独自のお笑いを織り交ぜながら行う。
| 放送日          | テーマ                                                                       | 採決     | 注釈      | 出典    |
| --------------- | ---------------------------------------------------------------------------- | -------- | --------- | ------- |
| 2008年 04月16日 | 口をきいてくれない友だちにどうやって謝ればいいの? レターでゴメンしたー作戦   | 4-3 可決 | [ 注 12 ] | [ 156 ] |
| 2008年 04月23日 | 毎日がハッピーになる給食を考えて! 好きなものをガッツリどうぞ。バイキング給食 | 5-2 可決 | [ 注 13 ] | [ 157 ] |
| 2008年 05月28日 | 席替えは話し合いで決めよう                                                   | 4-3 可決 | [ 注 14 ] | [ 158 ] |
| 2008年 07月02日 | 親友と好きな人を選ぶときは絶対好きな人を選ぶべき                             | 3-4 否決 | [ 注 15 ] | [ 159 ] |
| 2008年 10月22日 | 好きなときに自由にキャラを変えても良いか?                                    | 2-5 否決 | [ 注 16 ] | [ 160 ] |
| 2009年 01月21日 | 友達の欠点は小さなことでもその場でズバッと注意する                           | 3-4 否決 | [ 注 17 ] | [ 161 ] |

## 天てれゼミナール

### 概要
2008年度後期の水曜日に放送。固い頭をやわらか〜くするのが目的。あべこうじが教師に扮して様々なお題をてれび戦士に出す。このコーナーで、伊藤元太が元太大先生というキャラで、銅像のような格好で出演したことがある。普段は全く動かないが、面白い回答をした場合に、両腕で丸を作ったり、無駄な動作を加えるなどのリアクションをするという設定。ただ、このキャラが誕生した由来は不明。渡邉聖斗が出演した時、教師役のあべが「僕なら絶対に丸出してない」と発するなど、あべが彼を毛嫌いする様子がうかがえる場面が多々見られる。

### 第1回
- 放送日：2008年10月29日 水曜 [162]
- 塾生：藤井千帆、細田羅夢、荒木次元、伊藤元太、水本凜、木村遼
- 1時間目 国語「漢字」
- 2時間目 図工「ナメダンゴ」
- MVP：細田羅夢

### 第2回
- 放送日：2009年01月28日 水曜 [163]
- 塾生：藤井千帆、渡邉聖斗、加藤ジーナ、島田翼、中村あやの
- 判定：伊藤元太
- 1時間目 社会「サンタクロースが言ったであろう名言」
- 2時間目 図工「新種のゾウを描け!」
- MVP：中村あやの

## m-ist関連企画
2008年度1学期に放送されたm-ist（武田聖夜、島田翼、田中理来）に関するバラエティ企画。

### 初公開!m-istインタビュー
2008年4月22日（火曜）放送。m-istが視聴者の質問に答える。
| メンバー | 質問                       |
| -------- | -------------------------- |
| 武田聖夜 | どうして梅干しが好き?      |
| 島田翼   | HIP-HOPを始めたきっかけは? |
| 田中理来 | 最近こってることは？       |

### m-istのダンスに恋して
火曜日に放送。m-istが世界のダンスに挑戦する。
| 2008年  | 発祥国         | ダンス           | 指導     | 脚注    |
| ------- | -------------- | ---------------- | -------- | ------- |
| 5月13日 | インド         | バラタナティヤム | 野火杏子 | [ 164 ] |
| 6月17日 | マリ           | ジェンベダンス   | 武田マリ | [ 165 ] |
| 7月01日 | アメリカ合衆国 | フープダンス     | マリオ   | [ 166 ] |

### ガチンコ!1分勝負
2008年6月放送。m-istの3人がガチンコ勝負するミニコーナー。撮影場所は熊本県。
| 2008年       | 内容                       | 優勝     |
| ------------ | -------------------------- | -------- |
| 6月16日 月曜 | ダンスで万歩計フリフリ対決 | 田中理来 |
| 6月17日 火曜 | カラーボールでお手玉走     | 武田聖夜 |
| 6月18日 水曜 | しゃもじでバランスボール走 | 田中理来 |

### 新てれび戦士 ○○にQ!!!
スペシャルミニトーク 新てれび戦士 ○○にQ（クエスチョン）!!!は、てれび戦士に加入したm-istの自己紹介トークコーナー。
1人1回ずつ全3回。安田大サーカスはすべての回に3人で出演するが、新しい所属チームのくろひろ団が司会を担当する。
| 2008年       | てれび戦士 | モグラのポーズ             |
| ------------ | ---------- | -------------------------- |
| 6月30日 月曜 | 武田聖夜   | 太陽をはじめて見たモグラ   |
| 7月01日 火曜 | 島田翼     | かぜをひいたモグラ         |
| 7月02日 水曜 | 田中理来   | 大地から掘り出されたモグラ |

## 天てれ式大辞天
2008年6月9日 - 6月10日に放送。「なんでも大辞天」との変更点は以下の通り。
1. くろひろ団全員が司会をしていたが、安田団長だけに。
2. てれび戦士が1回につき1人だけ参加していたが、3人参加に。
3. 描く過程も写していたが、いきなり描いた絵を見せるように。
4. 最後に大辞典に載せる絵・説明を3人の中から1人選ぶように。
5. 本当の言葉の意味の説明をくろひろ団ではなく、女性ナレーターに。

| 2008年  | テーマ   | てれび戦士                                     |
| ------- | -------- | ---------------------------------------------- |
| 6月09日 | ままかり | 山田樹里亜、丸山瀬南、ミッチェル・ベンジャミン |
| 6月10日 | ちこり   | 荒木次元、伊藤元太、木村遼                     |

## スクラップQ
2008年8月の夏休み期間に放送。主に、一部を除く新人戦士以外の中1戦士が出演した。2008年度1学期のコーナーの中で自分が行った言動に関するクイズが出題され、記憶力を問う企画だった。出題者はダンチョ団長（安田大サーカスの団長）。なお、ダンチョ団長は問題の内容には一切触れず、出題VTRの前フリを行い、問題VTRが流れると同時に久嶋志帆が内容を読み上げた後、ダンチョ団長がてれび戦士に回答を促す。出演メンバー（笠原拓巳・千葉一磨・細田羅夢・長谷川あかり・藤井千帆・吉野翔太）の内、回答するてれび戦士以外は、背後に勢揃いしてコーナーを盛り上げる。
| 2008年       | テーマ       | 脚注    |
| ------------ | ------------ | ------- |
| 8月20日 水曜 | 千葉一磨     | [ 167 ] |
| 8月21日 木曜 | 藤井千帆     | [ 168 ] |
| 8月25日 月曜 | 吉野翔太     | [ 169 ] |
| 8月26日 火曜 | 笠原拓巳     | [ 170 ] |
| 8月27日 水曜 | 細田羅夢     | [ 171 ] |
| 8月28日 木曜 | 長谷川あかり | [ 172 ] |

## 天才!ファクトリー
2008年度前期。てれび戦士のとっておきのネタを披露、工場長のHIROが審査し、工場からの出荷を目指す。
| 2008年  | てれび戦士                         | 結果 |
| ------- | ---------------------------------- | ---- |
| 3月31日 | 笠原拓巳                           | 返品 |
| 4月07日 | 小関裕太、川﨑樹音                 | 出荷 |
| 4月21日 | 吉野翔太、伊藤元太                 | 返品 |
| 5月05日 | 荒木次元、丸山瀬南、木村遼         | 返品 |
| 5月06日 | 長谷川あかり、藤井千帆             | 返品 |
| 5月07日 | 千葉一磨                           | 出荷 |
| 5月12日 | 荒木次元                           | 出荷 |
| 5月26日 | 中村あやの、水本凜                 | 出荷 |
| 5月27日 | ミッチェル・ベンジャミン、丸山瀬南 | 出荷 |
| 6月10日 | 鍋本帆乃香、加藤ジーナ             | 返品 |
| 6月11日 | 長谷川あかり、藤井千帆             | 出荷 |
| 7月31日 | 吉野翔太                           | 出荷 |

## ガチブリろうか
2008年度前期に放送された1分枠のコーナー。
てれび戦士がナンダーMAXの廊下にある絵画（ダンチョ団長）から出されるガチなフリにこたえる。
| 2008年  | 回 | てれび戦士               | ガチブリ                      |
| ------- | -- | ------------------------ | ----------------------------- |
| 4月07日 | 01 | メロディー・チューバック | メロディーの歌うたって!       |
| 4月21日 | 02 | ミッチェル・ベンジャミン | ベンジャミンの歌うたって!     |
| 4月29日 | 03 | 長谷川あかり             | 「青春」ってなに?             |
| 4月29日 | 04 | 荒木次元                 | 「青春」ってなに?             |
| 4月29日 | 05 | 藤井千帆                 | 「青春」ってなに?             |
| 4月30日 | 06 | 丸山瀬南                 | 「青春」ってなに?             |
| 4月30日 | 07 | メロディー・チューバック | 「青春」ってなに?             |
| 4月30日 | 08 | 中村あやの               | 「青春」ってなに?             |
| 5月05日 | 09 | 木村遼                   | 「青春」ってなに?             |
| 5月06日 | 10 | ミッチェル・ベンジャミン | 「青春」ってなに?             |
| 5月06日 | 11 | 荒木次元                 | 次元の歌うたって!             |
| 5月07日 | 12 | 中村あやの               | あやのの歌うたって!           |
| 5月12日 | 13 | 吉野翔太                 | 翔太の歌うたって!             |
| 6月02日 | 14 | 長谷川あかり             | 幸福とは?                     |
| 6月02日 | 15 | 丸山瀬南                 | 朝定食とは?                   |
| 6月03日 | 16 | 藤井千帆                 | 苦労とは?                     |
| 6月03日 | 17 | 中村あやの               | 好きな言葉は?                 |
| 6月03日 | 18 | 吉野翔太                 | ハイテンションとは?           |
| 6月03日 | 19 | 木村遼                   | 遼の歌うたって!               |
| 6月09日 | 20 | 鍋本帆乃香               | エライ人ってどんな人?         |
| 6月09日 | 21 | 山田樹里亜               | エライ人ってどんな人?         |
| 6月10日 | 22 | 川﨑樹音                 | 結婚相手ってどんな人?         |
| 6月11日 | 23 | 吉野翔太                 | 「青春」ってなに?             |
| 6月11日 | 24 | 渡邉聖斗                 | プロポーズはどんなふうにする? |
| 6月16日 | 25 | 鍋本帆乃香               | 結婚相手ってどんな人?         |
| 6月17日 | 26 | 川﨑樹音                 | 最近成長したと思うところは?   |
| 6月17日 | 27 | 長谷川あかり             | あかりの歌うたって!           |
| 6月17日 | 28 | 渡邉聖斗                 | エライ人ってどんな人?         |
| 6月18日 | 29 | 渡邉聖斗                 | 最近成長したと思うところは?   |
| 6月18日 | 30 | 川﨑樹音                 | エライ人ってどんな人?         |
| 7月08日 | 31 | 藤井千帆                 | 千帆の歌うたって!             |
| 9月08日 | 32 | 山田樹里亜               | 最近成長したと思うところは?   |
| 9月10日 | 33 | 山田樹里亜               | 結婚相手ってどんな人?         |
| 9月29日 | 34 | 鍋本帆乃香               | 最近成長したと思うところは?   |

## ワンミニッツクエスチョン
てれび戦士のすべてがわかるワンミニッツクエスチョンは、2008年度後期に放送された1分枠のコーナー。
1人のてれび戦士が、ナレーターのする質問に1分間答え続けるコーナー。2008年度てれび戦士が1人1回ずつ出演し、全24回。
- ナレーター：久嶋志帆（CGキャラクターの「もんじ」の声を担当している）

| 2008年        | 回 | てれび戦士               |
| ------------- | -- | ------------------------ |
| 10月06日 月曜 | 01 | 笠原拓巳                 |
| 10月07日 火曜 | 02 | 長谷川あかり             |
| 10月08日 水曜 | 03 | 丸山瀬南                 |
| 11月10日 月曜 | 04 | 加藤ジーナ               |
| 11月11日 火曜 | 05 | 千葉一磨                 |
| 11月12日 水曜 | 06 | 荒木次元                 |
| 2009年        | 回 | てれび戦士               |
| 01月05日 月曜 | 07 | 武田聖夜                 |
| 01月06日 火曜 | 08 | 藤井千帆                 |
| 01月07日 水曜 | 09 | メロディー・チューバック |
| 01月19日 月曜 | 10 | 中村あやの               |
| 01月20日 火曜 | 11 | 島田翼                   |
| 01月21日 水曜 | 12 | 山田樹里亜               |
| 02月09日 月曜 | 13 | 水本凜                   |
| 02月10日 火曜 | 14 | 鍋本帆乃香               |
| 02月11日 水曜 | 15 | 重本ことり               |
| 02月16日 月曜 | 16 | 伊藤元太                 |
| 02月17日 火曜 | 17 | 田中理来                 |
| 02月18日 水曜 | 18 | ミッチェル・ベンジャミン |
| 02月24日 月曜 | 19 | 渡邉聖斗                 |
| 02月25日 火曜 | 20 | 木村遼                   |
| 02月25日 火曜 | 21 | 吉野翔太                 |
| 03月02日 月曜 | 22 | 川﨑樹音                 |
| 03月03日 火曜 | 23 | 小関裕太                 |
| 03月04日 水曜 | 24 | 細田羅夢                 |

## 天てれ夏合宿2008 盆おどり復活大作戦
盆踊り「湯河原音頭」を復活させるためてれび戦士が助っ人として奮闘。
- 放送期間：2008年9月1日 - 2008年9月2日（月曜 - 火曜）
- ロケ場所：神奈川県足柄下郡湯河原町
- 出典：[173][174]

チーム分け
- フージャ：湯河原音頭隊!
- ドリック：会場つくり隊!
- ミナリカ：お客さんあつめ隊!

## 天てれ大運動会（2008年度）

### 基礎情報
- 放送日：2009年3月2日 - 2009年3月4日（月曜 - 水曜）

### 出演者
- 実況：大澤幹朗
- 審判長：HIRO（ヒロ審判長）
- 競技員：安田団長（ダンチョ団長）、 クロちゃん（クロ教官）
- ミナリカ（赤）
  - 千葉一磨、渡邉聖斗、武田聖夜、荒木次元、ミッチェル・ベンジャミン
  - 細田羅夢、中村あやの、水本凜
- フージャ（緑）
  - 小関裕太、島田翼、丸山瀬南、木村遼
  - 川﨑樹音、長谷川あかり、加藤ジーナ、山田樹里亜
- ドリック（黄）
  - 笠原拓巳、吉野翔太、伊藤元太、田中理来
  - 藤井千帆、重本ことり、メロディー・チューバック、鍋本帆乃香

### 1日目（2009年3月2日放送）
カンガルーでジャンピング〜
男女ペアで袋に入りジャンプする二人三脚。
| 順位 | チーム   | 第一走者            | 第二走者            |
| ---- | -------- | ------------------- | ------------------- |
| 1位  | ミナリカ | 荒木次元 細田羅夢   | 渡邉聖斗 中村あやの |
| 2位  | フージャ | 木村遼 加藤ジーナ   | 島田翼 山田樹里亜   |
| 3位  | ドリック | 伊藤元太 重本ことり | 吉野翔太 藤井千帆   |
走って走ってジェスチャークイズ
旅たびタイムマシン「ジェスチャーを早く答えろ」の運動会バージョン。
| チーム   | 代表者                   | お題           | タイム    |
| -------- | ------------------------ | -------------- | --------- |
| ミナリカ | ミッチェル・ベンジャミン | ひまわり       | 0分13秒20 |
| フージャ | 川﨑樹音                 | ひな人形       | 1分31秒05 |
| ドリック | 田中理来                 | レッサーパンダ | 0分34秒13 |
助っ人くじ引きタイム
最下位チームがくじ引きで助っ人を獲られるハンデキャップ企画。
くじ引きで選ばれたメンバーは次の競技に最下位チームと自分のチーム両方に参加しなければならない。
| 最下位   | くじ引き   | 助っ人       |
| -------- | ---------- | ------------ |
| ドリック | 重本ことり | 長谷川あかり |
レインボーパス5
放課後コロシアム「レインボーパス7」の5人バージョン。
|        | ドリック                                           | フージャ                                         | ミナリカ                                                     |
| ------ | -------------------------------------------------- | ------------------------------------------------ | ------------------------------------------------------------ |
| 選手   | 田中理来 吉野翔太 重本ことり 藤井千帆 長谷川あかり | 木村遼 丸山瀬南 小関裕太 山田樹里亜 長谷川あかり | 武田聖夜 細田羅夢 中村あやの 水本凜 ミッチェル・ベンジャミン |
| タイム | 6秒09                                              | 5秒28                                            | 5秒28                                                        |

### 2日目（2009年3月3日放送）
チーム対抗騎馬戦
各チーム2騎ずつの騎馬戦。騎手が被った3つの帽子を奪い合う。
制限時間は2分。相手チームから奪った帽子と自分チームの残った帽子の数を競う。
| チーム   | 騎手                                | 結果 |
| -------- | ----------------------------------- | ---- |
| ミナリカ | 中村あやの 水本凜                   | 0個  |
| フージャ | 山田樹里亜 木村遼                   | 5個  |
| ドリック | メロディー・チューバック 重本ことり | 1個  |
ピンポン球30m走
旅たびタイムマシン「ピンポン球お箸リレー」の運動会バージョン。
ピンポン球を箸でつかみゴールを目指す。ギャグ関所で2人以上を笑わさなければ先に進めない。
| チーム   | 代表者     | 関所 | ギャグ                                   | 最終結果 |
| -------- | ---------- | ---- | ---------------------------------------- | -------- |
| ミナリカ | 千葉一磨   | 3位  | おすもうさんガラス                       | 合格→2位 |
| フージャ | 加藤ジーナ | 2位  | ネズミがトイレットペーパーをまくるところ | 合格→1位 |
| ドリック | 笠原拓巳   | 1位  | ラストクリスマス                         | 失格→3位 |
助っ人くじ引きタイム
| 最下位   | くじ引き | 助っ人   |
| -------- | -------- | -------- |
| ドリック | 伊藤元太 | 武田聖夜 |
チキチキファニーレース
障害物競走の4種目リレー。1組ずつ競技しタイムを競う。
| 種目     | ドリック                 | ミナリカ  | フージャ     |
| -------- | ------------------------ | --------- | ------------ |
| 縄くぐり | 鍋本帆乃香               | 荒木次元  | 島田翼       |
| 風船わり | 武田聖夜                 | 武田聖夜  | 長谷川あかり |
| 三輪車   | 笠原拓巳                 | 千葉一磨  | 小関裕太     |
| 飴さがし | メロディー・チューバック | 水本凜    | 丸山瀬南     |
| タイム   | 1分56秒64                | 3分00秒14 | 3分36秒05    |

### 3日目（2009年3月4日放送）
ガチンコ50m走
50メートルトラックを1人ずつ走り、タイムを競う。
| チーム   | 走者       | タイム |
| -------- | ---------- | ------ |
| フージャ | 小関裕太   | 09秒81 |
| ミナリカ | 武田聖夜   | 09秒27 |
| ドリック | 鍋本帆乃香 | 10秒02 |
| フージャ | 加藤ジーナ | 10秒73 |
| ミナリカ | 細田羅夢   | 10秒25 |
| ドリック | 吉野翔太   | 10秒46 |
| フージャ | 山田樹里亜 | 10秒06 |
| ミナリカ | 千葉一磨   | 09秒18 |
| ドリック | 田中理来   | 09秒05 |
あきカン積んでGO!
空き缶5個を積み上げ運ぶレース。
| 順位 | チーム   | 代表者   |
| ---- | -------- | -------- |
| 1位  | ドリック | 藤井千帆 |
| 2位  | フージャ | 川﨑樹音 |
| 3位  | ミナリカ | 渡邉聖斗 |
運命の綱
綱引き最終決戦。
|       | 試合結果                 | 試合結果 | 試合結果 | 試合結果                   |
| ----- | ------------------------ | -------- | -------- | -------------------------- |
| 1回戦 | フージャ（1位） 安田団長 | ○        | ●        | ドリック（2位） HIRO       |
| 決勝  | フージャ（1位） 安田団長 | ○        | ●        | ミナリカ（3位） クロちゃん |

### 最終結果
| 競技                           | ミナリカ | フージャ | ドリック |
| ------------------------------ | -------- | -------- | -------- |
| カンガルーでジャンピング〜     | 05       | 03       | 0        |
| 走って走ってジェスチャークイズ | 03       | 0        | 01       |
| レインボーパス5                | 05       | 05       | 0        |
| チーム対抗騎馬戦               | 0        | 25       | 05       |
| ピンポン球30m走                | 01       | 03       | 0        |
| チキチキファニーレース         | 05       | 01       | 010      |
| ガチンコ50m走                  | 15       | 03       | 16       |
| あきカン積んでGO!              | 0        | 01       | 03       |
| 運命の綱                       | 0        | 10       | 0        |
| 合計                           | 34       | 51       | 35       |

優勝
- 優勝：フージャ
- 授与：優勝旗「天てれNO.1フラッグ」

MVP
- 受賞：田中理来
- 理由：「ガチンコ50m走」での活躍
- 授与：特製金メダル

## サヨナラ生放送〜てれび戦士の決断〜
番組名
天才てれびくんMAXスペシャル in NHKホール サヨナラ生放送〜てれび戦士の決断〜
放送日時
- 本放送：2008年09月15日 月曜09:00 - 10:00 敬老の日
- 再放送：2009年01月02日 金曜17:00 - 18:00

収録会場
2008年8月2日 東京都渋谷区 NHKホール 2回公演
入場者：1回目 2849人 / 2回目 2863人
出演者
- ミナリカ（MinaLica）
  - 細田羅夢
  - 千葉一磨
  - 渡邉聖斗
  - 武田聖夜
  - 荒木次元
  - ミッチェル・ベンジャミン
  - 中村あやの
  - 水本凜
- フージャ（HooJya）
  - 小関裕太
  - 川﨑樹音
  - 長谷川あかり
  - 加藤ジーナ
  - 丸山瀬南
  - 島田翼
  - 山田樹里亜
  - 木村遼
- ドリック（DoRick）
  - 笠原拓巳
  - 藤井千帆
  - 吉野翔太
  - 鍋本帆乃香
  - メロディー・チューバック
  - 重本ことり
  - 伊藤元太
  - 田中理来
- VTR出演
  - キャスター（山川恵里佳）
  - 中継レポーター（大澤幹朗）
- その他
  - 安田大サーカス
  - ハリセンボン
  - 怪盗アベコー（あべこうじ）

歌
1. 「セカイをまわせ!〜ぼくらのカーニバル〜」てれび戦士2008
2. 「勇気は時を超える」M-ist
3. 「ラズベリー・パンチ♪」藤井千帆、加藤ジーナ、鍋本帆乃香、中村あやの、水本凜
4. 「スピードスター SPEEDSTER」渡邉聖斗、荒木次元、吉野翔太、丸山瀬南、ミッチェル・ベンジャミン、伊藤元太、木村遼
5. 「ひまわり」細田羅夢
6. 「ひまわり」細田羅夢、千葉一磨、川﨑樹音、小関裕太
7. 「セカイをまわせ!〜ぼくらのカーニバル〜」てれび戦士2008

スタッフ
- 脚本：金杉弘子
- 音楽：塚田良平
- 振付：yoshi
- 音響効果：塚田大
- 編集：鵜飼美佳
- 演出：加藤上太郎、村上貴英
- 制作統括：大石淳

出典